# Линия жизни (телепередача)
«Линия жизни» — телепередача-интервью на телеканале «Культура», выходящая с 11 мая 2002 года.

## О программе
В передаче нет ведущего или интервьюера как такового, на сцене находится только приглашённый гость — известная личность в мире искусства. Гости сами ведут монологи о своём пути к популярности и размышляют о текущем состоянии культуры в России. Во второй части программы нескольким людям из числа присутствующих в зрительном зале предоставляется возможность задать вопросы гостю.
Автор идеи данной концепции — Наталия Сологубова, в прошлом работавшая на телеканале «ТВ Центр» как продюсер художественно-публицистических программ.

## Награды
- В 2006 году передача была отмечена премией «ТЭФИ» в номинации «Программа об искусстве (цикл)»[5].

## Список гостей

### 2002
| №  | Дата показа | Гость выпуска |
| -- | ----------- | --- |
| 1  | 11 мая      | Борис Покровский — выдающийся советский и российский оперный режиссёр, педагог, профессор, Народный артист СССР.                                                         |
| 2  | 25 мая      | Александр Митта (первый раз) — советский и российский кинорежиссёр, сценарист, актёр.                                                                                    |
| 3  | 8 июня      | Александр Зиновьев — советский и российский учёный-логик, социолог и социальный философ.                                                                                 |
| 4  | 22 июня     | Даниил Гранин — советский и российский писатель, киносценарист, общественный деятель, ветеран Великой Отечественной войны.                                               |
| 5  | 21 сентября | Алла Сурикова — советский и российский кинорежиссёр, сценарист, педагог, Народная артистка РФ.                                                                           |
| 6  | 28 сентября | Римма Казакова — советская и российская поэтесса, автор многих популярных песен советского периода и 1990-х годов.                                                       |
| 7  | 5 октября   | Василий Аксёнов — советский и российский писатель. |
| 8  | 19 октября  | Софико Чиаурели — советская и грузинская актриса, народная артистка Грузинской ССР, народная артистка Армянской ССР.                                                     |
| 9  | 26 октября  | Алла Демидова (первый раз) — советская и российская актриса театра и кино, мастер художественного слова, педагог, Народная артистка РСФСР.                               |
| 10 | 2 ноября    | Роман Виктюк (первый раз) — советский, российский и украинский театральный режиссёр.                                                                                     |
| 11 | 9 ноября    | Евгений Весник — актёр театра и кино, театральный режиссёр, мастер художественного слова, публицист, автор ряда сценариев для радио и телевидения, Народный артист СССР. |
| 12 | 16 ноября   | Виктор Лебедев — советский и российский композитор, Народный артист России.                                                                                              |
| 13 | 23 ноября   | Борис Акунин — русский писатель, учёный-японист, литературовед, переводчик, общественный деятель.                                                                        |
| 14 | 30 ноября   | Евгений Гришковец (первый раз) — российский драматург, театральный режиссёр, киноактёр, музыкант, писатель.                                                              |
| 15 | 7 декабря   | Владимир Наумов — советский, российский кинорежиссёр, сценарист, актёр, продюсер, педагог, Народный артист СССР.                                                         |
| 16 | 14 декабря  | Валерий Фокин — советский и российский режиссёр, актёр и педагог. |
| 17 | 21 декабря  | Любовь Казарновская — советская и российская оперная певица, педагог, профессор.                                                                                         |

### 2003
| №  | Дата показа | Гость выпуска |
| -- | ----------- | --- |
| 18 | 2 января    | Владимир Этуш — советский и российский актёр театра и кино, педагог, Народный артист СССР, ветеран Великой Отечественной войны. |
| 19 | 11 января   | Лариса Рубальская (первый раз) — советская и российская поэтесса, поэтесса-песенник, переводчица. |
| 20 | 24 января   | Владимир Познер — советский, российский и американский тележурналист и телеведущий, президент Академии российского телевидения. |
| 21 | 31 января   | Андрей Макаревич — советский и российский музыкант, певец, поэт, бард, композитор, художник, продюсер, телеведущий, лидер и единственный бессменный участник рок-группы «Машина времени», Заслуженный артист РСФСР, Народный артист России. |
| 22 | 7 февраля   | Карен Шахназаров (первый раз) — советский и российский кинорежиссёр, сценарист, продюсер, генеральный директор киноконцерна «Мосфильм», Заслуженный деятель искусств РФ, Народный артист России.                                            |
| 23 | 14 февраля  | Андрей Битов — советский и российский писатель. |
| 24 | 21 февраля  | Александр Гельман — советский и российский драматург, сценарист, публицист, общественный и политический деятель. |
| 25 | 28 февраля  | Михаил Пиотровский — советский и российский организатор музейного дела, советский и российский историк-востоковед, директор Государственного Эрмитажа.                                                                                      |
| 26 | 7 марта     | Людмила Гурченко — советская и российская актриса театра и кино, эстрадная певица, режиссёр, сценарист, писатель, Народная артистка СССР.                                                                                                   |
| 27 | 14 марта    | Людмила Улицкая — российский писатель, сценарист. |
| 28 | 21 марта    | Дмитрий Бертман (первый раз) — российский театральный режиссёр, художественный руководитель московского музыкального театра «Геликон-Опера».                                                                                                |
| 29 | 4 апреля    | Вера Алентова (первый раз) — советская и российская актриса театра и кино, Народная артистка России. |
| 30 | 11 апреля   | Вячеслав Полунин — советский и российский актёр, режиссёр, клоун, мим, Народный артист России. |
| 31 | 18 апреля   | Алексей Баталов — советский и российский актёр театра и кино, кинорежиссёр, сценарист, педагог и общественный деятель, Народный артист СССР.                                                                                                |
| 32 | 25 апреля   | Сергей Соловьёв — советский и российский кинорежиссёр, сценарист, продюсер, Народный артист России. |
| 33 | 9 мая       | Олег Басилашвили (первый раз) — советский и российский актёр театра, кино и телевидения, Народный артист СССР. |
| 34 | 16 мая      | Александр Ширвиндт (первый раз) и Михаил Державин — советские и российские актёры театра и кино, сценаристы, Народные артисты РСФСР. |
| 35 | 23 мая      | Никита Богословский — советский российский композитор, дирижёр, пианист, публицист, Народный артист СССР. |
| 36 | 30 мая      | Кир Булычёв — советский и российский писатель-фантаст, драматург, сценарист, литературовед, историк, востоковед, фалерист. |
| 37 | 13 июня     | Михаил Евдокимов — советский и российский юморист, пародист, актёр, певец и телеведущий, Заслуженный артист России. |
| 38 | 20 июня     | Григорий Бакланов — советский и российский писатель и сценарист, один из представителей «лейтенантской прозы». |
| 39 | 27 июня     | Евгений Евтушенко (первый раз) — советский и российский поэт, прозаик, режиссёр, сценарист, публицист, актёр. |
| 40 | 4 июля      | Тамара Синявская — советская и российская оперная певица, педагог, Народная артистка СССР. |
| 41 | 12 сентября | Ион Друцэ — молдавский писатель и драматург. |
| 42 | 26 сентября | Сергей Юрский — советский и российский актёр и режиссёр театра и кино, Народный артист РСФСР. |
| 43 | 3 октября   | Анатолий Приставкин — советский и российский писатель, общественный деятель. |
| 44 | 10 октября  | Ольга Аросева — советская и российская актриса театра и кино, Народная артистка РСФСР. |
| 45 | 17 октября  | Михаил Козаков — советский, российский и израильский актёр и режиссёр театра, кино и телевидения, Народный артист РСФСР. |
| 46 | 24 октября  | Вера Васильева — советская и российская актриса театра и кино, Народная артистка СССР. |
| 47 | 31 октября  | Андрей Кончаловский (первый раз) — советский, российский и американский кинорежиссёр и сценарист, общественный и политический деятель, Народный артист РСФСР.                                                                               |
| 48 | 7 ноября    | Константин Райкин — советский и российский актёр театра и кино, Народный артист России. |
| 49 | 14 ноября   | Пётр Тодоровский — советский и российский кинорежиссёр, кинооператор, сценарист, актёр, композитор, заслуженный деятель искусств Украинской ССР, Народный артист РСФСР.                                                                     |
| 50 | 21 ноября   | Светлана Крючкова (первый раз) — советская и российская актриса театра и кино, Народная артистка РСФСР. |
| 51 | 28 ноября   | Алексей Рыбников — советский и российский композитор, Народный артист России. |
| 52 | 5 декабря   | Галина Вишневская — советская оперная певица, актриса, театральный режиссёр, педагог, Народная артистка СССР. |
| 53 | 12 декабря  | Чингиз Айтматов — киргизский и русский писатель, народный писатель Киргизской ССР. |
| 54 | 19 декабря  | Галина Волчек — советская и российская актриса театра и кино, театральный режиссёр, педагог, Народная артистка СССР. |
| 55 | 26 декабря  | Георгий Данелия — советский и российский кинорежиссёр, актёр, сценарист, публицист, Народный артист СССР. |

### 2004
| №  | Дата показа | Гость выпуска |
| -- | ----------- | --- |
| 56 | 2 января    | Лев Дуров — советский и российский актёр театра и кино, театральный режиссёр, педагог, Народный артист СССР. |
| 57 | 9 января    | Алексей Козлов — советский и российский саксофонист и джазмен, основатель легендарного советского коллектива «Арсенал». |
| 58 | 16 января   | Станислав Говорухин — советский и российский кинорежиссёр, сценарист, актёр, заслуженный деятель искусств Украинской ССР. |
| 59 | 23 января   | Николай Петров — советский и российский пианист, педагог и музыкально-общественный деятель, Народный артист СССР. |
| 60 | 30 января   | Михаил Лавровский (первый раз) — советский и российский артист балета, балетмейстер, хореограф, балетный педагог, актёр, Народный артист СССР. |
| 61 | 6 февраля   | Генрих Боровик — советский и российский журналист-международник, киносценарист, прозаик. |
| 62 | 13 февраля  | Кшиштоф Занусси — польский кинорежиссёр, сценарист и продюсер. |
| 63 | 20 февраля  | Валерий Золотухин — советский и российский актёр театра и кино, Народный артист РСФСР. |
| 64 | 27 февраля  | Татьяна Васильева — советская и российская актриса театра и кино, телеведущая, Народная артистка России. |
| 65 | 5 марта     | Николай Караченцов — советский и российский актёр театра и кино, Народный артист РСФСР, лауреат Государственной премии Российской Федерации. |
| 66 | 12 марта    | Александр Пороховщиков — советский актёр театра и кино, режиссёр, продюсер, Народный артист России. |
| 67 | 19 марта    | Владимир Мирзоев (первый раз) — советский и российский режиссёр театра и кино, сценограф, лауреат Государственной премии Российской Федерации. |
| 68 | 26 марта    | Татьяна Доронина — советская и российская актриса театра и кино, театральный режиссёр, художественный руководитель МХАТ им. М. Горького, Народная артистка СССР.                                                                                                |
| 69 | 9 апреля    | Эдвард Радзинский — советский и российский писатель, драматург, сценарист, телеведущий. |
| 70 | 16 апреля   | Елена Образцова — советская и российская оперная певица, актриса, оперный режиссёр, педагог, профессор Московской консерватории, Народная артистка СССР. |
| 71 | 23 апреля   | Давид Голощёкин — советский и российский джазовый мультиинструменталист и композитор, Народный артист России. |
| 72 | 30 апреля   | Марк Захаров — советский и российский режиссёр театра и кино, сценарист, педагог, профессор, Народный артист СССР. |
| 73 | 14 мая      | Андрей Смирнов — советский и российский актёр театра и кино, кинорежиссёр, сценарист и драматург, Народный артист России. |
| 74 | 21 мая      | Геннадий Хазанов (первый раз) — советский и российский артист эстрады, актёр театра и кино, общественный деятель, руководитель московского Театра эстрады, Народный артист РСФСР.                                                                               |
| 75 | 28 мая      | Елена Санаева — советская и российская актриса театра и кино, общественный деятель, Заслуженная артистка РСФСР. |
| 76 | 4 июня      | Леонид Трушкин — российский театральный режиссёр, Заслуженный деятель искусств России, основатель театра Антона Чехова. |
| 77 | 11 июня     | Людмила Зыкина — советская и российская певица, исполнительница русских народных песен, русских романсов, эстрадных песен, художественный руководитель и солистка Государственного академического русского народного ансамбля «Россия», Народная артистка СССР. |
| 78 | 24 сентября | Сергей Маковецкий — советский и российский актёр театра и кино, Народный артист России. |
| 79 | 1 октября   | Ирина Антонова (первый раз) — советский и российский искусствовед, директор Государственного музея изобразительных искусств им. А. С. Пушкина. |
| 80 | 8 октября   | Евгений Дога — молдавский советский композитор, педагог, общественный деятель, Народный артист СССР. |
| 81 | 15 октября  | Клара Лучко — советская и российская киноактриса, Народная артистка СССР. |
| 82 | 22 октября  | Анатолий Смелянский — советский и российский театральный критик, историк театра, доктор искусствоведения, Заслуженный деятель искусств Российской Федерации. |
| 83 | 29 октября  | Виктория Токарева — российский прозаик и сценарист. |
| 84 | 5 ноября    | Роман Карцев — советский и российский артист эстрады, театра и кино, Народный артист России. |
| 85 | 12 ноября   | Людмила Касаткина — советская и российская актриса театра и кино, Народная артистка СССР. |
| 86 | 19 ноября   | Илья Глазунов (первый раз) — советский и российский художник-живописец, педагог. |
| 87 | 26 ноября   | Аркадий Арканов — российский писатель-сатирик, драматург, сценарист, актёр, Народный артист РСФСР. |
| 88 | 3 декабря   | Владимир Хотиненко (первый раз) — российский режиссёр, актёр, сценарист, педагог. |
| 89 | 17 декабря  | Эдуард Успенский — советский и российский писатель, автор детских книг. |
| 90 | 24 декабря  | Любовь Полищук — советская и российская актриса театра и кино, театральный деятель и педагог, Народная артистка России. |

### 2005
| №   | Дата показа | Гость выпуска |
| --- | ----------- | --- |
| 91  | 6 января    | Владимир Минин (первый раз) — советский и российский хоровой дирижёр, хормейстер, педагог. |
| 92  | 14 января   | Вячеслав Зайцев — советский и российский художник-модельер, живописец и график, педагог, профессор, лауреат Государственной премии Российской Федерации. |
| 93  | 21 января   | Борис Ефимов — советский и российский художник-график, мастер политической карикатуры. |
| 94  | 28 января   | Владимир Меньшов — советский и российский актёр, режиссёр, сценарист, продюсер, Народный артист РСФСР. |
| 95  | 4 февраля   | Людмила Максакова — советская и российская актриса театра и кино, Народная артистка РСФСР, лауреат Государственной премии Российской Федерации. |
| 96  | 11 февраля  | Юрий Поляков (первый раз) — советский и российский писатель, поэт, драматург. |
| 97  | 18 февраля  | Сергей Михалков — советский и российский писатель, поэт, баснописец, драматург, публицист, военный корреспондент, сценарист, общественный деятель. |
| 98  | 25 февраля  | Ирина Архипова — советская российская оперная певица, педагог, общественный деятель, Народная артистка СССР. |
| 99  | 4 марта     | Александр Збруев — советский и российский актёр театра, кино и телевидения, Народный артист СССР. |
| 100 | 11 марта    | Михаил Левитин — российский театральный режиссёр, писатель, педагог, народный артист России, художественный руководитель Московского театра «Эрмитаж». |
| 101 | 18 марта    | Екатерина Васильева — советская и российская актриса театра и кино, Народная артистка РСФСР. |
| 102 | 25 марта    | Владислав Пьявко — советский и российский оперный певец, педагог, Народный артист СССР, Народный артист Киргизии. |
| 103 | 1 апреля    | Михаил Мишин (первый раз) — советский и российский писатель-сатирик, сценарист, переводчик, юморист, актёр. |
| 104 | 8 апреля    | Ираклий Квирикадзе — советский и грузинский кинорежиссёр, сценарист, писатель, педагог. |
| 105 | 15 апреля   | Александр Градский — советский и российский певец, мультиинструменталист, автор песен, поэт, композитор, один из основоположников русского рока, Заслуженный деятель искусств Российской Федерации, Народный артист России.                                                                                    |
| 106 | 22 апреля   | Юрий Норштейн — советский и российский художник-мультипликатор, режиссёр мультипликационного кино, Народный артист России. |
| 107 | 29 апреля   | Александр Адабашьян — советский и российский кинодраматург, художник, киноактёр, кинорежиссёр, сценарист, Заслуженный художник РСФСР. |
| 108 | 6 мая       | Юрий Бондарев — русский советский писатель и сценарист, участник Великой Отечественной войны. |
| 109 | 13 мая      | Евгений Стеблов — советский и российский актёр театра и кино, Народный артист России. |
| 110 | 20 мая      | Зинаида Кириенко — советская и российская актриса театра и кино, эстрадная певица, Народная артистка РСФСР. |
| 111 | 27 мая      | Римма Маркова — советская и российская актриса театра и кино, Народная артистка России. |
| 112 | 3 июня      | Станислав Рассадин — литературный критик и литературовед, автор литературоведческих и литературно-аналитических статей и книг. |
| 113 | 10 июня     | Юрий Соломин — советский, российский актёр, режиссёр театра и кино, театральный педагог, государственный и общественный деятель России, Народный артист СССР. |
| 114 | 17 июня     | Полад Бюльбюль-оглы — советский и азербайджанский эстрадный певец и актёр, композитор, педагог, доктор искусствоведения, профессор, Народный артист Азербайджанской ССР. |
| 115 | 8 октября   | Жорес Алфёров — советский и российский физик, лауреат Нобелевской премии по физике (премия 2000 года за разработку полупроводниковых гетероструктур и создание быстрых опто- и микроэлектронных компонентов), вице-президент РАН, председатель Президиума Санкт-Петербургского научного центра РАН, член КПСС. |
| 116 | 15 октября  | Наум Коржавин — русский поэт, прозаик, переводчик и драматург. |
| 117 | 22 октября  | Елена Яковлева — советская и российская актриса театра, кино и телевидения, Народная артистка России. |
| 118 | 29 октября  | Игорь Масленников — советский и российский кинорежиссёр, сценарист, продюсер, Народный артист РСФСР. |
| 119 | 5 ноября    | Александр Филиппенко — советский и российский актёр театра и кино, Народный артист России. |
| 120 | 19 ноября   | Майя Плисецкая — артистка балета, представительница театральной династии Мессерер — Плисецких, прима-балерина Большого театра СССР в 1948—1990 годах, Народная артистка СССР. |
| 121 | 26 ноября   | Родион Щедрин — советский и российский композитор и пианист, педагог, Народный артист СССР. |
| 122 | 3 декабря   | Лариса Васильева — советская и российская поэтесса, прозаик и драматург, автор более двадцати поэтических сборников, основательница музея «История танка Т-34». |
| 123 | 10 декабря  | Юрий Башмет (первый раз) — советский российский альтист, дирижёр, педагог, общественный деятель, Народный артист СССР. |
| 124 | 17 декабря  | Гарри Бардин — советский, российский художник-мультипликатор, режиссёр-мультипликатор, сценарист и актёр. |
| 125 | 31 декабря  | Ефим Шифрин (первый раз) — советский и российский артист эстрады, актёр и режиссёр, юморист, певец. |

### 2006
| №   | Дата показа | Гость выпуска |
| --- | ----------- | --- |
| 126 | 7 января    | Надежда Румянцева — советская актриса, Народная артистка РСФСР. |
| 127 | 14 января   | Андрей Дементьев (первый раз) — русский советский поэт, радио- и телеведущий, лауреат Государственной премии СССР.                                                                                             |
| 128 | 21 января   | Владимир Войнович — советский писатель, поэт и драматург. |
| 129 | 4 февраля   | Людмила Вербицкая — советский и российский лингвист и филолог-русист, профессор СПбГУ и его ректор. |
| 130 | 11 февраля  | Вадим Абдрашитов — советский и российский кинорежиссёр, Народный артист России. |
| 131 | 18 февраля  | Вениамин Смехов (первый раз) — советский и российский актёр театра и кино, режиссёр телеспектаклей и документального кино, сценарист, литератор.                                                               |
| 132 | 4 марта     | Татьяна Тарасова — советский и российский тренер по фигурному катанию, Заслуженный тренер СССР. |
| 133 | 11 марта    | Марлен Хуциев — советский и российский кинорежиссёр, сценарист, актёр, педагог, Народный артист СССР. |
| 134 | 18 марта    | Юозас Будрайтис — советский и литовский актёр театра и кино, Народный артист Литовской ССР. |
| 135 | 8 апреля    | Андрей Хржановский (первый раз) — советский и российский художник-мультипликатор, сценарист, преподаватель. |
| 136 | 15 апреля   | Сергей Никоненко — советский и российский актёр театра и кино, кинорежиссёр, Народный артист РСФСР. |
| 137 | 22 апреля   | Маргарита Терехова — советская и российская актриса и режиссёр театра и кино, Народная артистка России. |
| 138 | 29 апреля   | Татьяна Шмыга — советская и российская певица, актриса оперетты, театра и кино, Народная артистка СССР. |
| 139 | 8 мая       | Анатолий Адоскин — советский и российский актёр театра и кино, Народный артист России. |
| 140 | 13 мая      | Юрий Арабов (первый раз) — российский прозаик, поэт, сценарист, заслуженный деятель искусств России. |
| 141 | 20 мая      | Сергей Мироненко — российский историк, доктор исторических наук, профессор, директор Государственного архива Российской Федерации.                                                                             |
| 142 | 7 октября   | Борис Мессерер — советский и российский театральный художник, сценограф, педагог. |
| 143 | 14 октября  | Михаил Боярский — советский и российский актёр театра и кино, певец, Народный артист РСФСР. |
| 144 | 21 октября  | Геннадий Полока — советский и российский кинорежиссёр, сценарист, актёр, продюсер, педагог. |
| 145 | 28 октября  | Тимур Зульфикаров — русский поэт, прозаик и драматург. |
| 146 | 4 ноября    | Светлана Дружинина — советская и российская киноактриса, кинорежиссёр, сценарист, Заслуженный деятель искусств РСФСР, Народная артистка России.                                                                |
| 147 | 11 ноября   | Владимир Мотыль — советский и российский режиссёр театра и кино, сценарист, Народный артист России. |
| 148 | 18 ноября   | Людмила Чурсина — советская и российская актриса театра и кино, Народная артистка СССР. |
| 149 | 2 декабря   | Марк Горенштейн — советский и российский дирижёр, Народный артист России, художественный руководитель и главный дирижёр Государственного академического симфонического оркестра России имени Е. Ф. Светланова. |
| 150 | 9 декабря   | Юрий Мамлеев — русский писатель, драматург, поэт и философ, лауреат премии Андрея Белого. |
| 151 | 16 декабря  | Элина Быстрицкая — советская российская актриса театра и кино, педагог, певица, Народная артистка СССР. |
| 152 | 30 декабря  | Максим Дунаевский — советский и российский композитор, Заслуженный деятель искусств РФ, Народный артист России.                                                                                                |

### 2007
| №   | Дата показа | Гость выпуска |
| --- | ----------- | --- |
| 153 | 6 января    | Геннадий Рождественский — советский и российский дирижёр, пианист, композитор и музыкально-общественный деятель, педагог, профессор Московской консерватории, музыкальный руководитель-главный дирижёр Московского государственного академического камерного театра им. Б. Покровского, Народный артист СССР.                                                                |
| 154 | 13 января   | Олег Табаков — советский и российский актёр и режиссёр театра и кино, педагог, Народный артист СССР. |
| 155 | 20 января   | Владимир Маканин — советский и российский писатель. |
| 156 | 3 февраля   | Юрий Рост — российский фотограф, журналист, писатель, актёр, член попечительского совета благотворительного фонда «Созидание». |
| 157 | 24 февраля  | Игорь Кваша — советский и российский актёр и режиссёр театра и кино, теле- и радиоведущий, Народный артист РСФСР. |
| 158 | 10 марта    | Ада Роговцева — советская и украинская актриса театра и кино, Народная артистка УССР, Народная артистка СССР. |
| 159 | 17 марта    | Мариэтта Чудакова — советский и российский литературовед, историк, доктор филологических наук, критик, писательница, мемуарист, общественный деятель. |
| 160 | 24 марта    | Сергей Капица — советский и российский учёный-физик, просветитель, телеведущий, главный редактор журнала «В мире науки», вице-президент РАЕН. |
| 161 | 31 марта    | Марк Розовский — советский и российский театральный режиссёр, драматург и сценарист, композитор, прозаик, поэт, Народный артист России, художественный руководитель театра «У Никитских ворот». |
| 162 | 7 апреля    | Ия Саввина — советская и российская актриса театра и кино, Народная артистка СССР. |
| 163 | 14 апреля   | Анатолий Мукасей — советский и российский кинооператор, лауреат Государственной премии СССР. |
| 164 | 21 апреля   | Вячеслав Войнаровский — советский и российский оперный певец, актёр театра, кино и эстрады, солист Московского академического музыкального театра им. К. С. Станиславского и В. И. Немировича-Данченко, Народный артист России. |
| 165 | 30 апреля   | Марина Неёлова — советская и российская актриса театра и кино, Народная артистка РСФСР. |
| 166 | 5 мая       | Евгений Велихов — советский и российский физик-теоретик, педагог, профессор. |
| 167 | 12 мая      | Татьяна Панкова — советская и российская актриса театра и кино, Народная артистка РСФСР. |
| 168 | 19 мая      | Владимир Федосеев — российский дирижёр, педагог, профессор, художественный руководитель и главный дирижёр Большого симфонического оркестра имени П. И. Чайковского, Народный артист СССР. |
| 169 | 26 мая      | Владимир Гусев — искусствовед, директор Государственного Русского музея, заслуженный деятель искусств Российской Федерации, кандидат искусствоведения, действительный член Российской академии художеств, член учёного совета Института живописи, скульптуры и архитектуры имени И. Е. Репина, автор многочисленных научно-исследовательских работ и телевизионных программ. |
| 170 | 2 июня      | Авангард Леонтьев — советский и российский актёр театра и кино, педагог, профессор, Народный артист России. |
| 171 | 16 июня     | Дмитрий Астрахан — российский режиссёр театра и кино, актёр. |
| 172 | 23 июня     | Евгения Симонова — советская и российская актриса театра и кино, Народная артистка России. |
| 173 | 11 августа  | Лев Додин — советский и российский театральный режиссёр, Народный артист России. |
| 174 | 14 сентября | Павел Лунгин — советский и российский кинорежиссёр и сценарист, лауреат Каннского кинофестиваля. |
| 175 | 21 сентября | Инна Макарова — советская и российская киноактриса, Народная артистка СССР. |
| 176 | 30 сентября | Юрий Любимов — советский и российский театральный режиссёр, актёр, педагог, Народный артист России. |
| 177 | 5 октября   | Александр Зацепин — советский и российский композитор, Народный артист России, Заслуженный деятель искусств Российской Федерации. |
| 178 | 12 октября  | Ирина Мирошниченко — советская и российская актриса театра и кино, певица, Народная артистка РСФСР. |
| 179 | 19 октября  | Альберт Филозов — советский и российский актёр театра и кино, педагог ВГИКа, профессор РАТИ, Народный артист России. |
| 180 | 26 октября  | Алиса Аксёнова — советский и российский музейный и общественный деятель, Кандидат исторических наук, Заслуженный работник культуры РСФСР. |
| 181 | 2 ноября    | Тонино Гуэрра — итальянский поэт, писатель и сценарист. |
| 182 | 9 ноября    | Владимир Чернов — русский оперный певец, Народный артист России. |
| 183 | 16 ноября   | Елена Камбурова — советская и российская певица и актриса, Народная артистка России. |
| 184 | 30 ноября   | Эдуард Артемьев — советский и российский композитор, Народный артист России. |
| 185 | 14 декабря  | Георгий Тараторкин — советский и российский актёр театра и кино, Народный артист РСФСР. |
| 186 | 28 декабря  | Александр Васильев — русский и французский историк моды, искусствовед, коллекционер, декоратор интерьеров, театральный художник, автор книг и статей по данной тематике, лектор, телеведущий, почётный член Российской академии художеств. |

### 2008
| №   | Дата показа | Гость выпуска |
| --- | ----------- | --- |
| 187 | 4 января    | Семён Альтов (первый раз) — советский и российский писатель-сатирик, сценарист, Заслуженный деятель искусств Российской Федерации. |
| 188 | 11 января   | Нани Брегвадзе — советская грузинская певица, пианистка, педагог, Народная артистка СССР. |
| 189 | 25 января   | Александр Михайлов — советский и российский актёр театра и кино, кинорежиссёр, Народный артист РСФСР. |
| 190 | 1 февраля   | Александр Миндадзе (первый раз) — советский и российский кинорежиссёр и сценарист, Заслуженный деятель искусств РСФСР, лауреат Государственной премии СССР. |
| 191 | 8 февраля   | Николай Бурляев — советский и российский артист театра и кино, кинорежиссёр, Народный артист России. |
| 192 | 22 февраля  | Игорь Волгин — советский и российский литературовед, историк, достоевист, основатель и руководитель Литературной студии МГУ «ЛУЧ», основатель и президент Фонда Достоевского. |
| 193 | 29 февраля  | Сергей Гармаш — советский и российский актёр театра и кино, Народный артист России. |
| 194 | 7 марта     | Юлия Рутберг — советская и российская актриса театра и кино, Заслуженная артистка России. |
| 195 | 14 марта    | Александр Кабаков — русский писатель и публицист, журналист, колумнист. |
| 196 | 21 марта    | Валентин Гафт — советский и российский актёр театра и кино, Народный артист РСФСР. |
| 197 | 28 марта    | Валентин Непомнящий — советский и российский литературовед-пушкинист, доктор филологических наук, Лауреат Государственной премии Российской Федерации. |
| 198 | 4 апреля    | Александр Белинский — советский и российский режиссёр и сценарист, создатель многочисленных телевизионных спектаклей и фильмов-балетов, поставленных по литературным сюжетам Антона Чехова и Максима Горького, главный режиссёр Санкт-Петербургского театра музыкальной комедии, Народный артист России. |
| 199 | 11 апреля   | Владимир Андреев — советский российский актёр театра и кино, театральный режиссёр, педагог, артист и художественный руководитель Московского драматического театра имени М. Н. Ермоловой, Народный артист СССР. |
| 200 | 18 апреля   | Юлий Ким — советский и российский поэт, композитор, драматург, сценарист, бард, участник диссидентского движения в СССР, лауреат литературных и музыкальных премий. |
| 201 | 25 апреля   | Валерий Усков и Владимир Краснопольский — советские и российские кинорежиссёры, сценаристы, Народные артисты РСФСР. |
| 202 | 3 мая       | Аркадий Инин — советский и российский писатель, драматург, сценарист, публицист, актёр. |
| 203 | 9 мая       | Михаил Рожков — советский и российский балалаечник, Народный артист России. |
| 204 | 16 мая      | Мария Аронова — российская актриса театра и кино, Заслуженная артистка России. |
| 205 | 23 мая      | Виктор Мережко — советский, российский сценарист, кинорежиссёр, драматург, актёр, писатель. |
| 206 | 20 июня     | Алексей Бородин — советский и российский театральный режиссёр. |
| 207 | 4 июля      | Вячеслав Иванов — советский и российский лингвист, семиотик, антрополог, академик РАН по Отделению литературы и языка, профессор, директор Института мировой культуры МГУ, директор Русской антропологической школы РГГУ. |
| 208 | 8 августа   | Виктор Ерофеев — современный российский писатель, литературовед, радио- и телеведущий. |
| 209 | 19 сентября | Александр Городницкий — советский и российский поэт, один из основоположников жанра авторской песни в России, заслуженный деятель искусств Российской Федерации, первый лауреат Государственной литературной премии имени Булата Окуджавы, член Союза писателей Москвы, а также учёный-геофизик с мировым именем, доктор геолого-минералогических наук, профессор, заслуженный деятель науки РФ, главный научный сотрудник Института океанологии имени П. П. Ширшова Российской академии наук. |
| 210 | 26 сентября | Владимир Гриценко — украинский учёный, знаток технической кибернетики, профессор. |
| 211 | 3 октября   | Людмила Сараскина — российский филолог, литературовед и критик. |
| 212 | 10 октября  | Александра Пахмутова — советский и российский композитор, автор более 400 песен, Народная артистка СССР. |
| 213 | 24 октября  | Леонид Бородин — русский писатель, поэт, публицист, диссидент. |
| 214 | 7 ноября    | Лариса Лужина — советская и российская киноактриса, Народная артистка СССР. |
| 215 | 14 ноября   | Николай Добронравов — советский и российский поэт-песенник, лауреат Государственной премии СССР. |
| 216 | 21 ноября   | Александр Прошкин — советский и российский кинорежиссёр, сценарист, Народный артист России, лауреат Государственной премии СССР. |
| 217 | 5 декабря   | Александр Титель — советский и российский оперный режиссёр, педагог, профессор, художественный руководитель и главный режиссёр оперной труппы Московского академического музыкального театра им. Станиславского и Немировича-Данченко. |
| 218 | 26 декабря  | Владислав Третьяк — выдающийся советский хоккеист, вратарь, тренер, государственный и политический деятель. |

### 2009
| №   | Дата показа | Гость выпуска |
| --- | ----------- | --- |
| 219 | 2 января    | Эльдар Рязанов — советский и российский кинорежиссёр, сценарист, актёр, поэт, драматург, педагог, профессор, Народный артист СССР.                                                 |
| 220 | 16 января   | Василий Лановой — советский и российский актёр театра и кино, мастер художественного слова, Народный артист СССР.                                                                  |
| 221 | 23 января   | Владимир Дашкевич — советский и российский композитор, теоретик музыки, Заслуженный деятель искусств РФ.                                                                           |
| 222 | 6 февраля   | Александр Кушнер — русский поэт, автор около 50 книг стихов (в том числе для детей) и ряда статей о классической и современной русской поэзии, собранных в пяти книгах.            |
| 223 | 13 февраля  | Владимир Спиваков — советский и российский дирижёр, скрипач, педагог, Народный артист СССР.                                                                                        |
| 224 | 20 февраля  | Людмила Иванова — советская и российская актриса театра и кино, Народная артистка РСФСР, основатель Московского детского музыкального театра «Экспромт».                           |
| 225 | 27 февраля  | Ольга Яковлева — советская и российская актриса театра и кино, Народная артистка РСФСР, лауреат Государственной премии Российской Федерации.                                       |
| 226 | 8 марта     | Сергей Никитин — советский и российский композитор, автор-исполнитель, Заслуженный деятель искусств РФ.                                                                            |
| 227 | 20 марта    | Владимир Грамматиков — советский и российский актёр театра и кино, кинорежиссёр, сценарист, кинодраматург, продюсер, Заслуженный деятель искусств Российской Федерации.            |
| 228 | 27 марта    | Елена Чайковская — советский и российский тренер по фигурному катанию, автор нескольких книг, посвящённых воспитанию фигуристов.                                                   |
| 229 | 3 апреля    | Ольга Остроумова — советская и российская актриса театра и кино. |
| 230 | 10 апреля   | Валерий Гаркалин — советский и российский актёр театра и кино, заслуженный артист России, Народный артист России, профессор РАТИ.                                                  |
| 231 | 17 апреля   | Валентина Талызина — советская и российская актриса театра и кино, Народная артистка РСФСР.                                                                                        |
| 232 | 15 мая      | Виктор Садовничий (первый раз) — советский и российский математик, деятель российского высшего образования, ректор Московского государственного университета им. М. В. Ломоносова. |
| 233 | 29 мая      | Виктор Сухоруков — советский и российский актёр театра и кино, Народный артист России.                                                                                             |
| 234 | 26 июня     | Эммануил Виторган — советский и российский актёр театра и кино, Народный артист России.                                                                                            |
| 235 | 18 сентября | Юрий Кублановский — русский поэт и эссеист, публицист, критик, искусствовед. |
| 236 | 2 октября   | Наталия Басовская — советский и российский историк-медиевист, профессор РГГУ, доктор исторических наук.                                                                            |
| 237 | 16 октября  | Николай Губенко — советский актёр театра и кино, кинорежиссёр, сценарист, государственный и политический деятель.                                                                  |
| 238 | 23 октября  | Сергей Урсуляк — российский кинорежиссёр и сценарист. |
| 239 | 6 ноября    | Сигурд Шмидт — советский и российский краевед, академик РАО. |
| 240 | 20 ноября   | Наталья Бондарчук (первый раз) — советская и российская актриса, кинорежиссёр, сценарист, Заслуженная артистка РСФСР, Заслуженный деятель искусств России.                         |
| 241 | 27 ноября   | Кама Гинкас — советский и российский театральный режиссёр. |
| 242 | 4 декабря   | Александр Галибин — советский и российский актёр и режиссёр театра и кино, Народный артист России.                                                                                 |

### 2010
| №   | Дата показа | Гость выпуска |
| --- | ----------- | --- |
| 243 | 15 января   | Валентина Теличкина — советская и российская актриса театра и кино, Народная артистка России. |
| 244 | 12 февраля  | Ирина Роднина — советская фигуристка, трёхкратная олимпийская чемпионка, десятикратная чемпионка мира, российский общественный и государственный деятель.                                                                                   |
| 245 | 19 февраля  | Тимур Кибиров — русский поэт-концептуалист, переводчик. |
| 246 | 27 февраля  | Александр Панкратов-Чёрный — советский и российский актёр театра и кино, кинорежиссёр, Народный артист России. |
| 247 | 8 марта     | Лариса Голубкина — советская и российская актриса театра и кино, певица, Народная артистка РСФСР. |
| 248 | 19 марта    | Алексей Учитель — советский и российский кинорежиссёр, заслуженный деятель искусств РФ, народный артист России, художественный руководитель киностудии «Рок».                                                                               |
| 249 | 9 апреля    | Вера Горностаева — советская и российская пианистка, педагог, музыкально-общественный деятель, публицист, Народная артистка РСФСР. |
| 250 | 30 апреля   | Александр Ведерников — советский российский оперный певец, педагог, Народный артист СССР. |
| 251 | 21 мая      | Виталий Вульф — российский искусствовед, театровед, киновед и литературовед, переводчик, критик, Заслуженный деятель искусств Российской Федерации.                                                                                         |
| 252 | 28 мая      | Сергей Бархин — российский сценограф, художник, художник книги, архитектор, писатель, Народный художник РФ, заслуженный деятель искусств РСФСР.                                                                                             |
| 253 | 4 июня      | Всеволод Шиловский — советский и российский актёр театра и кино, кинорежиссёр, Народный артист РСФСР. |
| 254 | 6 августа   | Александр Журбин — советский и российский композитор, заслуженный деятель искусств РФ, член Союза композиторов, Союза кинематографистов, Союза театральных деятелей и Союза писателей.                                                      |
| 255 | 17 сентября | Карен Шахназаров (второй раз) — советский и российский кинорежиссёр, сценарист, продюсер, генеральный директор киноконцерна «Мосфильм», Заслуженный деятель искусств РФ, Народный артист России.                                            |
| 256 | 1 октября   | Олег Митяев — советский и российский автор-исполнитель, музыкант, актёр, член Союза писателей России, Народный артист России. |
| 257 | 22 октября  | Павел Коган — советский и российский скрипач и дирижёр, Народный артист России, лауреат Государственной премии РФ. |
| 258 | 29 октября  | Эдуард Володарский — советский и российский киносценарист, драматург и прозаик. |
| 259 | 6 ноября    | Марина Голуб — советская и российская актриса театра и кино, телеведущая, заслуженная артистка России. |
| 260 | 19 ноября   | Виктор Коклюшкин — советский и российский писатель-сатирик, сценарист, телеведущий. |
| 261 | 26 ноября   | Константин Кедров — советский и российский поэт, доктор философских наук, философ и литературный критик, автор термина метаметафоры и философской теории метакода.                                                                          |
| 262 | 3 декабря   | Дина Рубина — русская писательница, член Союза писателей УзССР, Союза писателей СССР, международного ПЕН-клуба, Союза русскоязычных писателей Израиля.                                                                                      |
| 263 | 10 декабря  | Кирилл Серебренников — российский режиссёр театра и кино. |
| 264 | 24 декабря  | Дмитрий Назаров — советский и российский актёр театра и кино, Народный артист России. |
| 265 | 30 декабря  | Роман Виктюк (второй раз) — советский, российский и украинский театральный режиссёр, Заслуженный деятель искусств Российской Федерации, Народный артист Украины, Народный артист России, художественный руководитель Театра Романа Виктюка. |
| 266 | 31 декабря  | Борис Грачевский — российский кинорежиссёр и сценарист, организатор кинопроизводства, художественный руководитель детского киножурнала «Ералаш».                                                                                            |

### 2011
| №   | Дата показа | Гость выпуска |
| --- | ----------- | --- |
| 267 | 14 января   | Валерий Баринов — российский актёр театра и кино, Народный артист России. |
| 268 | 21 января   | Анатолий Карпов — советский и российский шахматист. |
| 269 | 28 января   | Евгений Князев — российский актёр театра, кино и телевидения, театральный педагог, ректор Театрального института имени Бориса Щукина, Народный артист России, лауреат Государственной премии Российской Федерации. |
| 270 | 18 февраля  | Генриетта Яновская — советский и российский театральный режиссёр, Народная артистка России. |
| 271 | 25 февраля  | Михаил Филиппов — советский и российский актёр театра и кино, Народный артист России, лауреат Государственной премии РФ.                                                                                           |
| 272 | 11 марта    | Павел Каплевич — российский художник и продюсер театра и кино, Заслуженный деятель искусств РФ. |
| 273 | 18 марта    | Виктор Проскурин — советский и российский актёр театра и кино, заслуженный артист РСФСР. |
| 274 | 8 апреля    | Александр Лазарев и Светлана Немоляева — советские и российские актёры театра и кино, Народные артисты РСФСР. |
| 275 | 15 апреля   | Илья Глазунов (второй раз) — советский и российский художник-живописец, педагог. |
| 276 | 29 апреля   | Нина Архипова — советская и российская актриса театра и кино, Народная артистка РСФСР. |
| 277 | 6 мая       | Александр Потапов — советский и российский актёр театра и кино, Народный артист РСФСР. |
| 278 | 13 мая      | Валерий Халилов — российский дирижёр, композитор. |
| 279 | 20 мая      | Николай Цискаридзе (первый раз) — российский артист балета и педагог, солист балета Большого театра, Народный артист России.                                                                                       |
| 280 | 17 июня     | Юрий Ряшенцев — советский и российский поэт, прозаик, сценарист, автор текстов песен для театра и кино, мастер мюзикла, переводчик, член Союза писателей России, член русского ПЕН-клуба.                          |
| 281 | 29 июля     | Наталия Белохвостикова — советская и российская киноактриса, Народная артистка РСФСР. |
| 282 | 23 сентября | Владимир Толстой — российский эссеист, журналист, праправнук Льва Толстого. |
| 283 | 30 сентября | Алла Демидова (второй раз) — советская и российская актриса театра и кино, мастер художественного слова, педагог, Народная артистка РСФСР.                                                                         |
| 284 | 7 октября   | Анатолий Лысенко (первый раз) — советский и российский деятель телевидения, журналист, режиссёр, продюсер, Заслуженный деятель искусств России, лауреат Государственной премии СССР.                               |
| 285 | 18 ноября   | Борис Евсеев — русский писатель. |
| 286 | 25 ноября   | Ирина Масленникова — советская оперная певица, колоратурное сопрано, Народная артистка РСФСР, профессор, руководитель просветительской организации студентов Московской консерватории.                             |
| 287 | 2 декабря   | Владимир Фортов — советский и российский физик, профессор Российской академии наук (РАН). |
| 288 | 9 декабря   | Светлана Безродная — советская и российская скрипачка и дирижёр, художественный руководитель Государственного академического камерного «Вивальди-оркестра», Народная артистка России.                              |
| 289 | 23 декабря  | Анатолий Равикович — советский и российский актёр театра и кино, Народный артист РСФСР. |

### 2012
| №   | Дата показа | Гость выпуска |
| --- | ----------- | --- |
| 290 | 13 января   | Людмила Семеняка — советская и российская балерина, балетмейстер, хореограф, балетный педагог, актриса, Народная артистка СССР, лауреат Государственной премии СССР.                      |
| 291 | 20 января   | Михаил Ножкин — советский и российский актёр театра и кино, поэт, музыкант, Народный артист РСФСР.                                                                                        |
| 292 | 27 января   | Геннадий Гладков — советский и российский композитор, автор музыки к популярным кино- и телефильмам, мультфильмам и мюзиклам, Народный артист России.                                     |
| 293 | 3 февраля   | Лев Прыгунов — советский и российский актёр театра и кино, художник, Заслуженный артист РСФСР.                                                                                            |
| 294 | 2 марта     | Ирина Винер — советский и российский тренер по художественной гимнастике, педагог, доктор педагогических наук, профессор.                                                                 |
| 295 | 9 марта     | Ольга Свиблова — советский и российский искусствовед, кинорежиссёр-документалист, доктор искусствоведения, профессор, Заслуженный деятель искусств РФ.                                    |
| 296 | 6 апреля    | Дмитрий Певцов — советский и российский актёр театра и кино, певец, педагог, Народный артист России, лауреат Государственной премии РФ.                                                   |
| 297 | 20 апреля   | Сергей Газаров — советский и российский актёр театра и кино, кинорежиссёр, сценарист и продюсер.                                                                                          |
| 298 | 28 апреля   | Святослав Бэлза — российский музыковед, литературовед, музыкальный и литературный критик, публицист, телеведущий, музыкальный обозреватель телеканала «Культура», Народный артист России. |
| 299 | 1 мая       | Людмила Хитяева — советская и российская актриса театра и кино, Народная артистка РСФСР.                                                                                                  |
| 300 | 4 мая       | Константин Скрябин — советский и российский учёный в области молекулярной биологии, генетической инженерии и биотехнологии.                                                               |
| 301 | 9 мая       | Галина Шергова — советский и российский сценарист, лауреат Государственной премии СССР.                                                                                                   |
| 302 | 11 мая      | Григорий Остер — русский сценарист, писатель, драматург, Заслуженный деятель искусств Российской Федерации.                                                                               |
| 303 | 18 мая      | Леонид Десятников — российский композитор, лауреат Государственной премии РФ, Заслуженный деятель искусств РФ.                                                                            |
| 304 | 25 мая      | Владимир Бортко — российский кинорежиссёр, сценарист и продюсер, Народный артист России, Заслуженный деятель искусств Российской Федерации, Народный артист Украины.                      |
| 305 | 1 июня      | Елена Чуковская — советский и российский химик и литературовед, кандидат химических наук.                                                                                                 |
| 306 | 22 июня     | Николай Дроздов — советский и российский учёный-зоолог и зоогеограф, доктор биологических наук, кандидат географических наук, профессор МГУ, общественный деятель, теле- и радиоведущий.  |
| 307 | 29 июня     | Александр Бородянский — российский сценарист и кинорежиссёр, Заслуженный деятель искусств Российской Федерации.                                                                           |
| 308 | 20 июля     | Игорь Бриль — советский и российский джазовый пианист, композитор, Народный артист России.                                                                                                |
| 309 | 24 августа  | Руслан Киреев — советский и российский писатель, член Союза писателей России, автор 50 книг, профессор Литературного института имени А. М. Горького, лауреат ряда литературных премий.    |
| 310 | 14 сентября | Игорь Кириллов — советский и российский телеведущий, диктор Центрального телевидения Гостелерадио СССР, актёр, Народный артист СССР.                                                      |
| 311 | 21 сентября | Михаил Ковальчук — российский учёный в области рентгеноструктурного анализа, физик, член-корреспондент РАН.                                                                               |
| 312 | 5 октября   | Зоя Богуславская — советская и российская писательница, прозаик, эссеист, драматург, автор крупных культурных проектов в России и за рубежом.                                             |
| 313 | 19 октября  | Владимир Мирзоев (второй раз) — советский и российский режиссёр театра и кино, сценограф, лауреат Государственной премии Российской Федерации.                                            |
| 314 | 26 октября  | Сергей Гандлевский — русский поэт, прозаик, эссеист, переводчик. |
| 315 | 2 ноября    | Андрей Смоляков — советский и российский актёр театра и кино, Народный артист России, лауреат Государственной премии Российской Федерации.                                                |
| 316 | 9 ноября    | Василий Синайский — российский дирижёр. |
| 317 | 30 ноября   | Владимир Минин (второй раз) — советский и российский хоровой дирижёр, хормейстер, педагог.                                                                                                |
| 318 | 14 декабря  | Борис Жутовский — российский художник, иллюстратор, писатель. |
| 319 | 22 декабря  | Елена Шанина — советская и российская актриса театра и кино, Народная артистка России. |

### 2013
| №   | Дата показа | Гость выпуска |
| --- | ----------- | --- |
| 320 | 11 января   | Владимир Мартынов — российский композитор, музыковед и философ. |
| 321 | 18 января   | Владимир Коренев — советский и российский актёр театра и кино, педагог, Народный артист России. |
| 322 | 1 февраля   | Александр Асеев — российский учёный, доктор физико-математических наук, профессор. |
| 323 | 8 февраля   | Лариса Латынина — советская гимнастка, девятикратная олимпийская чемпионка, Заслуженный мастер спорта СССР, Заслуженный тренер СССР.                                                                                            |
| 324 | 15 февраля  | Александр Аскольдов — советский кинорежиссёр и писатель. |
| 325 | 22 февраля  | Вячеслав Шалевич — советский и российский актёр театра и кино, Народный артист РСФСР. |
| 326 | 12 апреля   | Сергей Лукьяненко — российский писатель-фантаст. |
| 327 | 19 апреля   | Игорь Золотовицкий — советский и российский актёр театра и кино, театральный педагог, заслуженный артист России. |
| 328 | 26 апреля   | Валерий Белякович — советский и российский актёр, художественный руководитель и главный режиссёр Московского театра на Юго-Западе, театральный педагог, Народный артист России.                                                 |
| 329 | 17 мая      | Лев Аннинский — советский и российский литературный критик, литературовед. |
| 330 | 24 мая      | Галина Коновалова — советская и российская театральная актриса, Заслуженная артистка России. |
| 331 | 31 мая      | Ольга Будина — российская актриса театра и кино, исполнительница романсов, лауреат Государственной премии России. |
| 332 | 7 июня      | Лео Бокерия — советский и российский врач-кардиохирург, изобретатель, организатор медицинской науки, педагог, профессор. |
| 333 | 21 июня     | Никита Симонян — советский футболист, советский футбольный тренер и советский и российский футбольный функционер, первый вице-президент РФС, Заслуженный мастер спорта СССР, Заслуженный тренер РСФСР, Заслуженный тренер СССР. |
| 334 | 5 июля      | Владимир Соловьёв — российский журналист, теле- и радиоведущий, а также писатель, актёр, певец и общественный деятель. |
| 335 | 19 июля     | Андрей Дементьев (второй раз) — русский советский поэт, радио- и телеведущий, лауреат Государственной премии СССР. |
| 336 | 16 августа  | Бэла Руденко — выдающаяся советская, украинская и российская оперная певица, педагог, Народная артистка СССР, лауреат Государственной премии СССР.                                                                              |
| 337 | 27 сентября | Шавкат Абдусаламов — советский и российский художник, актёр, писатель, режиссёр. |
| 338 | 4 октября   | Иван Вырыпаев — российский драматург, актёр, кинорежиссёр, сценарист, продюсер, художественный руководитель театра «Практика».                                                                                                  |
| 339 | 11 октября  | Сергей Мирошниченко — советский и российский кинорежиссёр-документалист и сценарист, педагог, профессор, Заслуженный деятель искусств России.                                                                                   |
| 340 | 18 октября  | Владимир Маторин — советский и российский оперный певец, педагог, профессор, солист Большого театра РФ, Народный артист России.                                                                                                 |
| 341 | 1 ноября    | Павел Санаев — российский писатель, актёр, кинорежиссёр, сценарист, переводчик. |
| 342 | 22 ноября   | Илзе Лиепа — российская балерина, актриса театра и кино, Народная артистка России, Народная артистка Карелии, лауреат Государственной премии РФ.                                                                                |
| 343 | 20 декабря  | Николай Чиндяйкин — советский и российский актёр театра и кино, театральный режиссёр, педагог, заслуженный артист РСФСР, Народный артист России.                                                                                |

### 2014
| №   | Дата показа | Гость выпуска |
| --- | ----------- | --- |
| 344 | 3 января    | Александр Розенбаум — советский и российский автор-исполнитель, поэт, музыкант и композитор, заслуженный артист России, Народный артист России. |
| 345 | 10 января   | Александр Голобородько — советский и российский актёр театра и кино, Народный артист РСФСР. |
| 346 | 24 января   | Алёна Бабенко — российская актриса, заслуженная артистка России. |
| 347 | 7 февраля   | Вероника Долина — советская и российская певица, поэтесса, бард, автор более 500 песен. |
| 348 | 14 февраля  | Олеся Николаева — русская поэтесса, прозаик, эссеист, профессор Литературного института им. Горького, член Союза писателей СССР. |
| 349 | 28 февраля  | Алла Сигалова — советский и российский хореограф, актриса, профессор, заведующая кафедрой «Пластического воспитания актёра» Школы-студии МХАТ и профессор, заведующая кафедрой «Современной хореографии и сценического танца» Российского университета театрального искусства (ГИТИС).                                             |
| 350 | 14 марта    | Гарик Сукачёв — советский и российский рок-музыкант, поэт, композитор, актёр, кинорежиссёр, лидер групп «Закат Солнца вручную» (1977—1983), «Постскриптум (P.S.)» (1982), «Бригада С» (1986—1994) и «Неприкасаемые» (1994—2013).                                                                                                   |
| 351 | 21 марта    | Ольга Дроздова — российская актриса театра и кино, заслуженная артистка России. |
| 352 | 28 марта    | Марк Пекарский — российский музыкант-перкуссионист, дирижёр, руководитель ансамбля народных инструментов, педагог, автор книг, Заслуженный артист России, доцент Московской консерватории. |
| 353 | 4 апреля    | Мария Гулегина — советская и российская оперная певица, Заслуженная артистка Белорусской ССР, Народная артистка Республики Северная Осетия—Алания. |
| 354 | 18 апреля   | Вячеслав Гордеев (первый раз) — артист балета, балетмейстер, педагог и деятель хореографии, солист Большого театра в 1969—1989 годах, руководитель театра «Русский балет» (1984—1995, 1997—2007 и с 2008), балетных трупп Большого театра (1995—1997) и Екатеринбургского театра оперы и балета (2003—2006), Народный артист СССР. |
| 355 | 16 мая      | Станислав Любшин — советский и российский актёр театра и кино, кинорежиссёр, Народный артист РСФСР. |
| 356 | 6 июня      | Максим Суханов — советский и российский актёр театра и кино, дважды лауреат Государственной премии РФ, продюсер, театральный композитор, ресторатор. |
| 357 | 26 сентября | Александр Митта (второй раз) — советский и российский кинорежиссёр, сценарист, актёр, Народный артист России. |
| 358 | 7 ноября    | Фабио Мастранджело — итальянско-российский дирижёр и пианист. |
| 359 | 14 ноября   | Борис Невзоров — советский и российский актёр и кинорежиссёр, Народный артист России. |
| 360 | 21 ноября   | Людмила Полякова — советская и российская актриса, Народная артистка России. |
| 361 | 28 ноября   | Иосиф Райхельгауз — советский и российский театральный режиссёр, педагог, Народный артист России, профессор Российского института театрального искусства (ГИТИС), создатель и художественный руководитель московского театра «Школа современной пьесы».                                                                            |
| 362 | 19 декабря  | Борис Клюев — советский и российский актёр театра и кино, педагог, профессор, Народный артист России. |

### 2015
| №   | Дата показа | Гость выпуска |
| --- | ----------- | --- |
| 363 | 8 января    | Денис Мацуев — российский пианист-виртуоз и музыкально-общественный деятель, Народный артист России. |
| 364 | 9 января    | Екатерина Гусева — российская актриса театра и кино, певица, заслуженная артистка России. |
| 365 | 10 января   | Евгения Добровольская — советская и российская актриса театра и кино, Народная артистка России. |
| 366 | 13 февраля  | Владимир Рецептер — советский и российский актёр, режиссёр и писатель, пушкинист, Народный артист России, лауреат Государственной премии Российской Федерации. |
| 367 | 20 февраля  | Александр Асмолов — российский психолог, политик и учёный, академик Российской академии образования, заведующий кафедрой психологии личности факультета психологии МГУ имени М. В. Ломоносова, директор Федерального государственного автономного учреждения «Федеральный институт развития образования» (ФИРО). |
| 368 | 27 февраля  | Михаил Швыдкой — советский и российский театральный критик, театровед, общественный и государственный деятель. |
| 369 | 6 марта     | Марина Зудина — советская и российская актриса театра и кино, Заслуженная артистка России, Народная артистка России. |
| 370 | 13 марта    | Олег Погудин — советский и российский камерный певец, исполнитель романсов, педагог, Заслуженный артист России. |
| 371 | 27 марта    | Никита Михалков — советский и российский кинорежиссёр, актёр, сценарист и продюсер, Народный артист РСФСР. |
| 372 | 3 апреля    | Даниил Спиваковский — российский актёр театра и кино, заслуженный артист России. |
| 373 | 10 апреля   | Полина Кутепова — советская и российская актриса театра и кино, Заслуженная артистка России. |
| 374 | 17 апреля   | Максим Аверин — российский актёр театра, кино и телевидения, режиссёр, телеведущий, Заслуженный артист России. |
| 375 | 24 апреля   | Нина Чусова — российская актриса и театральный режиссёр. |
| 376 | 1 мая       | Светлана Захарова — российская артистка балета, солистка Мариинского театра в 1996—2003 годах, прима-балерина московского Большого театра и миланского театра Ла Скала, Народная артистка России, лауреат Государственной премии РФ.                                                                             |
| 377 | 15 мая      | Евгений Ямбург — советский и российский педагог и общественный деятель. |
| 378 | 29 мая      | Галина Писаренко — советская и российская оперная и камерная певица, вокальный педагог, Народная артистка РСФСР. |
| 379 | 9 июня      | Семён Спивак — театральный режиссёр, Народный артист России. |
| 380 | 24 июля     | Василий Мищенко — советский и российский актёр театра и кино, кинорежиссёр, Заслуженный артист России. |
| 381 | 11 сентября | Владимир Фокин — советский и российский кинорежиссёр, сценарист и актёр, Народный артист России. |
| 382 | 18 сентября | Владимир Зельдин — советский и российский актёр театра и кино, артист Центрального академического театра Российской армии, Народный артист СССР. |
| 383 | 25 сентября | Константин Хабенский — российский актёр театра и кино, общественный деятель, Заслуженный артист России, Народный артист России. |
| 384 | 2 октября   | Герард Васильев — советский и российский певец и актёр, Народный артист РСФСР, президент фонда по сохранению и развитию жанра оперетты, президент конкурса молодых артистов оперетты «ОпереттаLand». |
| 385 | 9 октября   | Евгений Писарев — российский актёр и режиссёр театра и кино. |
| 386 | 16 октября  | Олег Анофриев — советский и российский актёр театра и кино, кинорежиссёр, певец, автор песен, Заслуженный артист РСФСР, Народный артист России. |
| 387 | 23 октября  | Юрий Энтин — советский и российский поэт, драматург, поэт-песенник, сценарист. |
| 388 | 30 октября  | Вениамин Смехов (второй раз) — советский и российский актёр театра и кино, режиссёр телеспектаклей и документального кино, сценарист, литератор. |
| 389 | 6 ноября    | Ксения Кутепова — советская и российская актриса, Заслуженная артистка России. |
| 390 | 13 ноября   | Дмитрий Крымов — российский художник, сценограф, театральный режиссёр и педагог, член Союза художников России и Союза театральный деятелей Российской Федерации. |
| 391 | 4 декабря   | Геннадий Хазанов (второй раз) — советский и российский артист эстрады, актёр театра и кино, общественный деятель, руководитель московского Театра эстрады, Народный артист РСФСР. |
| 392 | 18 декабря  | Виктория Исакова — российская актриса театра и кино. |
| 393 | 29 декабря  | Евгений Рейн — русский прозаик и поэт, сценарист. |

### 2016
| №   | Дата показа | Гость выпуска |
| --- | ----------- | --- |
| 394 | 29 января   | Роман Виктюк (третий раз) — советский, российский и украинский театральный режиссёр, Заслуженный деятель искусств Российской Федерации, Народный артист Украины, Народный артист России, художественный руководитель Театра Романа Виктюка. |
| 395 | 12 февраля  | Юрий Арабов (второй раз) — российский прозаик, поэт, сценарист, заслуженный деятель искусств России. |
| 396 | 19 февраля  | Юрий Бутусов — российский театральный режиссёр, главный режиссёр Санкт-Петербургского академического театра имени Ленсовета. |
| 397 | 26 февраля  | Анатолий Белый — российский актёр театра и кино, Заслуженный артист России. |
| 398 | 4 марта     | Александр Домогаров — советский и российский актёр театра и кино, исполнитель шансона, Народный артист России. |
| 399 | 18 марта    | Анна Шатилова — советский и российский диктор и телеведущая, диктор Центрального телевидения Гостелерадио СССР, Заслуженная артистка РСФСР, Народная артистка РСФСР.                                                                        |
| 400 | 25 марта    | Ефим Шифрин (второй раз) — советский и российский артист театра эстрады, актёр и режиссёр, юморист, певец. |
| 401 | 8 апреля    | Борис Щербаков — советский и российский актёр театра и кино, телеведущий, Народный артист России, лауреат Государственной премии СССР. |
| 402 | 12 апреля   | Алексей Леонов — советский космонавт № 11, первый человек, вышедший в открытый космос, дважды Герой Советского Союза, лауреат Государственной премии СССР.                                                                                  |
| 403 | 15 апреля   | Эдуард Кочергин — советский и российский театральный художник, писатель. |
| 404 | 29 апреля   | Владимир Гостюхин — советский и белорусский актёр театра и кино, кинорежиссёр, Заслуженный артист Белорусской ССР, Народный артист Белоруссии.                                                                                              |
| 405 | 6 мая       | Валентин Смирнитский — советский и российский актёр театра и кино, заслуженный артист РСФСР, Народный артист России. |
| 406 | 13 мая      | Агриппина Стеклова — российская актриса театра и кино, Заслуженная артистка России. |
| 407 | 20 мая      | Виктор Раков — советский и российский актёр театра и кино, Народный артист России. |
| 408 | 27 мая      | Сергей Пускепалис — советский и российский актёр театра и кино, театральный режиссёр, заслуженный артист России. |
| 409 | 3 июня      | Александр Миндадзе (второй раз) — советский и российский кинорежиссёр и сценарист, Заслуженный деятель искусств РСФСР, лауреат Государственной премии СССР.                                                                                 |
| 410 | 10 июня     | Евгений Крылатов — советский и российский композитор, Народный артист России. |
| 411 | 24 июня     | Александр Коршунов — советский и российский актёр театра и кино, театральный режиссёр, театральный педагог, профессор, Народный артист России.                                                                                              |
| 412 | 2 августа   | Лиана Исакадзе — советская, грузинская и российская скрипачка, известна также как дирижёр и педагог, Народная артистка СССР. |
| 413 | 9 сентября  | Михаил Шемякин — российский и американский художник, скульптор. |
| 414 | 7 октября   | Наталья Бестемьянова — советская фигуристка в спортивных танцах на льду, Заслуженный мастер спорта СССР. |
| 415 | 21 октября  | Евгений Евтушенко (второй раз) — советский и русский поэт, прозаик, режиссёр, сценарист, публицист, актёр. |
| 416 | 30 октября  | Михаил Лавровский (второй раз) — советский и российский артист балета, балетмейстер, хореограф, балетный педагог, актёр, Народный артист СССР.                                                                                              |
| 417 | 4 ноября    | Александр Ширвиндт (второй раз) — советский и российский актёр театра и кино, театральный режиссёр и сценарист, Народный артист РСФСР. |
| 418 | 11 ноября   | Александр Соколов — советский и российский музыковед и педагог, профессор и ректор Московской государственной консерватории им П. И. Чайковского, Заслуженный деятель искусств Российской Федерации.                                        |
| 419 | 25 ноября   | Виктор Татарский — российский теле- и радиоведущий, актёр, член Союза журналистов России, Народный артист России. |
| 420 | 9 декабря   | Лариса Малеванная — советская и российская актриса театра и кино, театральный режиссёр, литератор, Народная артистка РСФСР. |
| 421 | 16 декабря  | Алексей Кравченко — российский актёр театра и кино, Заслуженный артист России, лауреат Государственной премии РФ. |
| 422 | 23 декабря  | Сергей Лейферкус — российский оперный певец, Народный артист РСФСР, лауреат Государственной премии СССР. |

### 2017
| №   | Дата показа | Гость выпуска |
| --- | ----------- | --- |
| 423 | 21 января   | Владимир Хотиненко (второй раз) — российский кинорежиссёр, актёр, сценарист, педагог, Народный артист России. |
| 424 | 27 января   | Александр Шилов — советский и российский художник-живописец и график, мастер портрета. |
| 425 | 3 февраля   | Евгений Дятлов — российский актёр, певец, музыкант, заслуженный артист России. |
| 426 | 10 февраля  | Евгений Водолазкин — российский литературовед и писатель. |
| 427 | 17 февраля  | Евгений Гришковец (второй раз) — российский драматург, театральный режиссёр, киноактёр, музыкант, писатель. |
| 428 | 25 февраля  | Вера Алентова (второй раз) — советская и российская актриса театра и кино, Народная артистка России. |
| 429 | 3 марта     | Гедиминас Таранда — российский, ранее советский артист балета, солист Большого театра, антрепренёр и актёр. |
| 430 | 10 марта    | Николай Лебедев — российский кинорежиссёр и сценарист. |
| 431 | 12 марта    | Зураб Соткилава — российский и грузинский оперный певец, педагог, Народный артист СССР. |
| 432 | 24 марта    | Владимир Симонов — российский актёр театра и кино, Народный артист России. |
| 433 | 31 марта    | Алексей Петренко (программа записана 1 февраля) — советский и российский актёр театра и кино, Народный артист РСФСР. |
| 434 | 14 апреля   | Анатолий Лысенко (второй раз) — советский и российский деятель телевидения, журналист, режиссёр, продюсер, Заслуженный деятель искусств России, лауреат Государственной премии СССР. |
| 435 | 21 апреля   | Владимир Васильев — советский и российский артист балета, балетмейстер, хореограф, театральный режиссёр, актёр, художник, поэт, педагог, Народный артист СССР. |
| 436 | 28 апреля   | Юрий Башмет (второй раз) — советский российский альтист, дирижёр, педагог, общественный деятель, Народный артист СССР. |
| 437 | 5 мая       | Юрий Назаров — советский и российский актёр театра и кино, Народный артист России. |
| 438 | 12 мая      | Алексей Бартошевич — советский и российский театровед, историк театра, специалист по творчеству Уильяма Шекспира. |
| 439 | 19 мая      | Дмитрий Шпаро — известный советский и российский путешественник и писатель, руководитель экспедиции, которая первой в мире достигла Северного полюса на лыжах (1979 год), Заслуженный мастер спорта СССР. |
| 440 | 26 мая      | Дмитрий Бертман (второй раз) — российский театральный режиссёр, художественный руководитель московского музыкального театра «Геликон-Опера», Народный артист России. |
| 441 | 9 июня      | Маквала Касрашвили — советская грузинская и российская оперная певица, солистка и помощник главного дирижёра — музыкального руководителя Большого театра, Народная артистка СССР. |
| 442 | 8 сентября  | Александр Галин — советский и российский драматург, киносценарист, режиссёр театра и кино. |
| 443 | 15 сентября | Игорь Верник — советский и российский актёр театра и кино, продюсер, теле- и радиоведущий, Народный артист России. |
| 444 | 22 сентября | Борис Галкин — советский и российский актёр и режиссёр театра и кино, сценарист, продюсер, композитор, Заслуженный артист России. |
| 445 | 29 сентября | Ирина Антонова (второй раз) — советский и российский искусствовед, президент Государственного музея изобразительных искусств им. А. С. Пушкина. |
| 446 | 6 октября   | Антон Шагин — российский актёр театра и кино, лауреат Премий Президента Российской Федерации и Правительства Российской Федерации. |
| 447 | 13 октября  | Екатерина Мечетина — российская пианистка, педагог, солистка Московской государственной филармонии, лауреат премии Президента Российской Федерации. |
| 448 | 20 октября  | Зельфира Трегулова — советский и российский искусствовед, куратор международных музейных выставочных проектов, кандидат искусствоведения, генеральный директор Государственной Третьяковской галереи. |
| 449 | 27 октября  | Олег Басилашвили (второй раз) — советский и российский актёр театра, кино и телевидения, Народный артист СССР. |
| 450 | 3 ноября    | Борис Токарев — советский и российский актёр театра и кино, кинорежиссёр, Заслуженный артист РСФСР, заслуженный деятель искусств РФ, первый вице-президент Гильдии актёров кино России, генеральный продюсер студии «Дебют». |
| 451 | 10 ноября   | Дарья Мороз — российская актриса театра и кино, Заслуженная артистка России, двукратный лауреат премии «Ника». |
| 452 | 24 ноября   | Екатерина Рождественская — российский фотограф, бывший главный редактор журнала «7 дней», профессиональный переводчик художественной литературы с английского и французского языков, журналист, художник-модельер. |
| 453 | 1 декабря   | Юрий Вяземский — советский и российский писатель, философ, телеведущий, кандидат исторических наук, профессор, заведующий кафедрой мировой литературы и культуры факультета международной журналистики Московского государственного института международных отношений (МГИМО) МИД России, Заслуженный работник культуры Российской Федерации. |
| 454 | 8 декабря   | Ирина Скобцева — советская и российская актриса театра и кино, Народная артистка РСФСР. |
| 455 | 15 декабря  | Сергей Шаргунов — российский писатель, журналист, общественный и политический деятель, радио- и телеведущий, депутат Государственной думы Федерального собрания Российской Федерации VII созыва. |
| 456 | 22 декабря  | Игорь Скляр — советский и российский актёр театра и кино, Заслуженный артист России, Народный артист России. |
| 457 | 24 декабря  | Элеонора Шашкова — советская и российская актриса театра и кино, заслуженная артистка России, заслуженный деятель искусств Польши. |

### 2018
| №   | Дата показа | Гость выпуска |
| --- | ----------- | --- |
| 458 | 12 января   | Егор Кончаловский — российский киноактёр, кинорежиссёр, сценарист и кинопродюсер. |
| 459 | 19 января   | Нонна Гришаева — советская и российская актриса театра, кино и телевидения, пародистка, телеведущая и певица, Заслуженная артистка России, художественный руководитель Московского областного театра юного зрителя. |
| 460 | 26 января   | Александр Пашутин — советский и российский актёр театра и кино, Народный артист России. |
| 461 | 2 февраля   | Михаил Казиник — советский, российский и шведский скрипач, лектор-музыковед, искусствовед, педагог, культуролог, писатель-публицист, поэт, автор и ведущий оригинальных музыкальных и искусствоведческих программ, популяризатор классической музыки. |
| 462 | 9 февраля   | Евгений Сидоров — советский и российский литературный критик, литературовед, эссеист, общественный и государственный деятель, профессор, доктор культурологии, Чрезвычайный и Полномочный Посол, член Комиссии Российской Федерации по делам ЮНЕСКО, профессор Литературного института имени А. М. Горького, Заслуженный деятель искусств Российской Федерации. |
| 463 | 16 февраля  | Татьяна Михалкова — российский общественный деятель, президент Благотворительного фонда «Русский силуэт». |
| 464 | 2 марта     | Владимир Урин — советский и российский театровед, режиссёр, педагог, профессор, генеральный директор Большого театра, Заслуженный деятель искусств РФ. |
| 465 | 16 марта    | Лев Зелёный — советский и российский физик, академик РАН, доктор физико-математических наук, профессор, директор Института космических исследований РАН, член Президиума РАН. |
| 466 | 23 марта    | Марина Полицеймако — советская и российская актриса театра и кино, Заслуженная артистка РСФСР. |
| 467 | 30 марта    | Семён Альтов (второй раз) — советский и российский писатель-сатирик, сценарист, Заслуженный деятель искусств Российской Федерации. |
| 468 | 13 апреля   | Елена Драпеко — советская и российская актриса, политик, депутат Государственной думы Российской Федерации. |
| 469 | 20 апреля   | Евгений Зевин — российский художник-авангардист, Народный художник России. |
| 470 | 27 апреля   | Леонид Рошаль — советский и российский педиатр и хирург, доктор медицинских наук, профессор, общественный деятель, президент НИИ неотложной детской хирургии и травматологии. |
| 471 | 18 мая      | Наталья Аринбасарова — советская и российская актриса театра и кино казахского и польского происхождения, Заслуженная артистка РСФСР, лауреат Государственной премии СССР. |
| 472 | 25 мая      | Алексей Иванов — российский писатель и сценарист, лауреат ряда литературных премий. |
| 473 | 1 июня      | Шалва Амонашвили — советский, грузинский и российский педагог и психолог, академик АПН СССР. |
| 474 | 8 июня      | Алексей Герман-младший — российский кинорежиссёр, сценарист. |
| 475 | 18 июля     | Григорий Гладков — советский и российский бард, композитор, Заслуженный деятель искусств Российской Федерации. |
| 476 | 14 сентября | Константин Богомолов — российский театральный режиссёр и поэт. |
| 477 | 28 сентября | Пётр Мамонов — советский и российский рок-музыкант, актёр, поэт. |
| 478 | 12 октября  | Марина Лошак — советский и российский куратор, галерист, арт-менеджер, искусствовед, коллекционер, музейный работник, директор Государственного музея изобразительных искусств имени А. С. Пушкина. |
| 479 | 19 октября  | Валерий Плотников — советский и российский фотограф. |
| 480 | 26 октября  | Александр Баширов — советский и российский актёр и кинорежиссёр. |
| 481 | 2 ноября    | Татьяна Черниговская — советский и российский учёный в области нейронауки и психолингвистики, а также теории сознания, доктор биологических наук, профессор, Заслуженный деятель науки РФ. |
| 482 | 16 ноября   | Елена Цыплакова — советская и российская актриса театра и кино, режиссёр, Народная артистка России. |
| 483 | 23 ноября   | Максим Матвеев — российский актёр театра и кино. |
| 484 | 30 ноября   | Полина Агуреева — российская актриса театра и кино, исполнительница романсов, лауреат Государственной премии России. |
| 485 | 7 декабря   | Николай Мартон — советский и российский актёр, Народный артист РСФСР. |
| 486 | 21 декабря  | Дмитрий Харатьян — советский и российский актёр, телеведущий, исполнитель песен, кинопродюсер, Заслуженный артист России, Народный артист России. |

### 2019
| №   | Дата показа | Гость выпуска |
| --- | ----------- | --- |
| 487 | 11 января   | Антон Долин — российский журналист, кинокритик, главный редактор журнала «Искусство кино», кандидат филологических наук. |
| 488 | 18 января   | Анна Большова — российская актриса театра и кино, Заслуженная артистка России. |
| 489 | 1 февраля   | Отар Иоселиани — советский, грузинский, французский кинорежиссёр, сценарист, актёр. |
| 490 | 3 февраля   | Эра Зиганшина — советская и российская актриса театра и кино, Народная артистка России. |
| 491 | 15 февраля  | Александр Ф. Скляр — советский и российский музыкант, автор песен, радиоведущий, актёр, создатель и лидер группы «Ва-БанкЪ», Заслуженный артист России.                                                                                      |
| 492 | 2 марта     | Ирина Богачёва — советская российская оперная певица (меццо-сопрано), Народная артистка СССР, лауреат Государственной премии СССР. |
| 493 | 22 марта    | Дмитрий Дюжев — российский актёр театра и кино, кинорежиссёр, Заслуженный артист России. |
| 494 | 29 марта    | Тереза Дурова — художественный руководитель Московского театра клоунады, впоследствии Театриума на Серпуховке, Народная артистка России. |
| 495 | 5 апреля    | Виктор Садовничий (второй раз) — советский и российский математик, деятель российского высшего образования, ректор Московского государственного университета им. М. В. Ломоносова.                                                           |
| 496 | 12 апреля   | Альбина Шагимуратова — российская оперная певица (колоратурное сопрано), Заслуженная артистка Российской Федерации. |
| 497 | 15 апреля   | Ольга Волкова — советская и российская актриса театра и кино, Народная артистка России. |
| 498 | 19 апреля   | Ивар Калныньш — советский и латвийский актёр театра и кино. |
| 499 | 30 апреля   | Леонид Каневский — советский, израильский и российский актёр театра и кино, телевизионный ведущий, Заслуженный артист РСФСР. |
| 500 | 17 мая      | Игорь Ясулович — советский и российский актёр театра и кино, мастер озвучивания, кинорежиссёр, Народный артист России, лауреат Государственной премии России.                                                                                |
| 501 | 24 мая      | Людмила Петрушевская — русский прозаик и поэтесса, драматург, сценаристка, переводчица, певица. |
| 502 | 31 мая      | Марина Есипенко — российская актриса театра и кино, телеведущая, Народная артистка России, ведущая актриса Государственного академического театра имени Евгения Вахтангова.                                                                  |
| 503 | 7 июня      | Лариса Рубальская (второй раз) — российская поэтесса, автор текстов песен, переводчица, Заслуженный деятель искусств Российской Федерации, член Союза писателей Москвы.                                                                      |
| 504 | 21 июня     | Жанна Бичевская — советская и российская певица, автор песен, Народная артистка РСФСР. |
| 505 | 6 сентября  | Родион Нахапетов — советский, американский, российский киноактёр, кинорежиссёр и сценарист, Народный артист РСФСР. |
| 506 | 13 сентября | Виктор Фридман — российский композитор, концертмейстер, джазовый пианист, заслуженный артист России. |
| 507 | 4 октября   | Сергей Скрипка — советский и российский дирижёр, Народный артист России, лауреат Премии Правительства Российской Федерации. |
| 508 | 18 октября  | Ирина Мазуркевич — советская и российская актриса театра и кино, Народная артистка России. |
| 509 | 25 октября  | Юрий Погребничко — российский театральный режиссёр и педагог, Народный артист России, основатель и художественный руководитель московского Театра «Около дома Станиславского».                                                               |
| 510 | 1 ноября    | Виктор Савиных — советский космонавт, учёный, организатор подготовки кадров в системе высшей школы; доктор технических наук, профессор, член-корреспондент РАН, дважды Герой Советского Союза, лауреат Государственных премий СССР и России. |
| 511 | 16 ноября   | Юрий Поляков (второй раз) — советский русский писатель, поэт, драматург, киносценарист и общественный деятель, председатель Национальной Ассоциации Драматургов, председатель редакционного совета «Литературной газеты».                    |
| 512 | 22 ноября   | Ренат Ибрагимов — советский и российский эстрадный певец, актёр, композитор, продюсер, кинорежиссёр, художественный руководитель Театра песни Рената Ибрагимова, Народный артист РСФСР.                                                      |
| 513 | 1 декабря   | Андрей Хржановский (второй раз) — советский и российский художник-мультипликатор, сценарист, преподаватель. |
| 514 | 6 декабря   | Дмитрий Корчак — российский оперный певец. |
| 515 | 20 декабря  | Сергей Снежкин — советский и российский кинорежиссёр, сценарист, продюсер, Народный артист России, председатель Санкт-Петербургской организации Союза кинематографистов России.                                                              |

### 2020
| №   | Дата показа | Гость выпуска |
| --- | ----------- | --- |
| 516 | 6 января    | Хибла Герзмава — российская оперная певица абхазского происхождения, солистка Московского музыкального театра имени Станиславского и Немировича-Данченко, Народная артистка России, Народная артистка Абхазии. |
| 517 | 24 января   | Стас Намин — советский и российский музыкант, композитор и продюсер, художник и фотограф, режиссёр театра и кино, создатель и лидер группы «Цветы».                                                            |
| 518 | 7 февраля   | Артём Оганов — российский кристаллограф-теоретик, минералог, химик, педагог, профессор РАН. |
| 519 | 21 февраля  | Юрий Кара — советский и российский кинорежиссёр, сценарист, продюсер. |
| 520 | 13 марта    | Сергей Полунин — украинский и российский артист балета. |
| 521 | 20 марта    | Даниил Крамер — советский и российский джазовый пианист, педагог, композитор и продюсер, Народный артист России.                                                                                               |
| 522 | 27 марта    | Карэн Бадалов — российский актёр театра и кино, Заслуженный артист России. |
| 523 | 3 апреля    | Наталия Касаткина — артистка балета и балетмейстер, Народная артистка РСФСР. |
| 524 | 10 апреля   | Гузель Яхина — российская писательница, автор романа «Зулейха открывает глаза» о раскулачивании 1930-х годов.                                                                                                  |
| 525 | 26 апреля   | Алексей Айги — российский композитор, скрипач. |
| 526 | 4 сентября  | Алексей Симонов — советский и российский кинорежиссёр, писатель, переводчик, президент Фонда защиты гласности.                                                                                                 |
| 527 | 30 октября  | Лариса Долина — советская и российская эстрадная джазовая певица, актриса. |
| 528 | 18 ноября   | Андрей Житинкин — российский режиссёр театра и кино, писатель и киноактёр. |
| 529 | 11 декабря  | Полина Осетинская — советская и российская пианистка, лауреат молодёжной премии «Триумф». |
| 530 | 25 декабря  | Михаил Агранович — советский и российский кинооператор, режиссёр, педагог, Заслуженный деятель искусств РСФСР.                                                                                                 |

### 2021
| №   | Дата показа | Гость выпуска |
| --- | ----------- | --- |
| 531 | 15 января   | Диана Берлин — советская и российская радиожурналистка. |
| 532 | 22 января   | Владимир Качан — советский и российский актёр, музыкант, писатель, Народный артист России. |
| 533 | 29 января   | Александр Левенбук — советский и российский актёр, театральный режиссёр, радиоведущий, юморист, Народный артист России. |
| 534 | 5 февраля   | Евдокия Германова — советская и российская актриса театра и кино, театральный педагог, Заслуженная артистка России. |
| 535 | 12 февраля  | Александр Румянцев — советский и российский врач-педиатр, академик РАН, доктор медицинских наук, профессор, президент ФГБУ «Национальный медицинский исследовательский центр детской гематологии, онкологии и иммунологии им. Дмитрия Рогачёва» Минздрава России, президент Национального общества детских гематологов и онкологов, член Президиума РАН. |
| 536 | 26 февраля  | Евгений Герасимов — советский и российский актёр театра и кино, каскадёр, кинорежиссёр, политический и общественный деятель, Народный артист России, депутат Московской городской думы. |
| 537 | 5 марта     | Елена Шубина — российский литературовед, редактор и издатель. |
| 538 | 19 марта    | Армен Медведев — российский кинокритик, киновед, кинопродюсер, педагог, Заслуженный деятель искусств Армянской ССР, Заслуженный деятель искусств Российской Федерации. |
| 539 | 26 марта    | Чулпан Хаматова — российская актриса театра и кино, общественный деятель. |
| 540 | 2 апреля    | Павел Басинский — российский писатель, литературовед и литературный критик, кандидат филологических наук, член Союза российских писателей. |
| 541 | 9 апреля    | Эрнст Романов — советский и российский актёр театра и кино, Народный артист России, лауреат Государственной премии СССР. |
| 542 | 23 апреля   | Алла Гербер — советская и российская писательница, кинокритик, политический и общественный деятель. |
| 543 | 30 апреля   | Вадим Эйленкриг — российский музыкант, трубач, телеведущий, Заслуженный артист Республики Татарстан. |
| 544 | 14 мая      | Кирилл Разлогов — советский и российский киновед, культуролог, критик и телеведущий, журналист, педагог. |
| 545 | 28 мая      | Наталья Иванова — советская и российская писательница, литературный критик, историк и теоретик литературы. |
| 546 | 4 июня      | Андрей Бурковский — российский актёр театра и кино, бывший игрок КВН. |
| 547 | 11 июня     | Юрий Оганесян — советский и российский учёный, специалист в области экспериментальной ядерной физики. |
| 548 | 3 сентября  | Вадим Репин — советский и российский скрипач, лауреат премии Ленинского комсомола, Заслуженный артист России. |
| 549 | 10 сентября | Юрий Грымов — российский режиссёр театра и кино, сценарист, продюсер, художественный руководитель театра «Модерн» и студии «ЮГ». |
| 550 | 17 сентября | Роберт Ляпидевский — советский и российский актёр, артист театра кукол им. Образцова, Народный артист России. |
| 551 | 15 октября  | Александр Чубарьян — советский и российский историк, специалист в области новейшей истории Европы и истории международных отношений, лауреат Государственной премии России. |
| 552 | 22 октября  | Виктория Севрюкова — советский и российский театральный художник по костюмам, Заслуженный художник России, Заслуженный деятель искусств Российской Федерации. |
| 553 | 29 октября  | Игорь Бутман — советский и российский саксофонист, Народный артист России, лауреат Государственной премии России. |
| 554 | 12 ноября   | Кирилл Крок — театральный общественный деятель, директор Государственного академического театра имени Евгения Вахтангова с 2010 года, Заслуженный деятель искусств Российской Федерации, Заслуженный работник культуры Российской Федерации. |
| 555 | 19 ноября   | Марина Брусникина — театральный режиссёр и педагог, актриса, Заслуженная артистка России, лауреат Государственной премии России, художественный руководитель театра «Практика». |
| 556 | 3 декабря   | Павел Любимцев — советский и российский актёр театра и кино, теле- и радиоведущий, актёр озвучивания, чтец, театральный режиссёр-постановщик, театральный педагог, писатель. |
| 557 | 10 декабря  | Станислав Попов — советский и российский танцор, балетмейстер, президент Российского танцевального союза, вице-президент Всемирного танцевального Совета, Заслуженный деятель искусств Российской Федерации. |
| 558 | 17 декабря  | Нина Усатова — советская и российская актриса театра и кино, Народная артистка России, лауреат Государственной премии России, двух премий «Ника» и «Золотой орёл». |
| 559 | 31 декабря  | Эдгард и Аскольд Запашные — российские артисты цирка, представители цирковой династии Запашных в четвёртом поколении, руководители Большого московского цирка, Народные артисты России. |

### 2022
| №   | Дата показа | Гость выпуска |
| --- | ----------- | --- |
| 560 | 14 января   | Александр Клюквин — советский и российский актёр театра и кино, мастер озвучивания, Народный артист России. |
| 561 | 28 января   | Евгений и Галина Киндиновы — советские и российские актёры театра и кино. |
| 562 | 11 февраля  | Алексей Левыкин — советский и российский историк, кандидат исторических наук, специалист в области русского и зарубежного антикварного оружия, директор Государственного исторического музея.                                          |
| 563 | 25 февраля  | Максим Никулин — советский и российский журналист и телеведущий, генеральный директор и художественный руководитель Московского цирка на Цветном бульваре.                                                                             |
| 564 | 4 марта     | Георгий Штиль — советский и российский актёр театра и кино, Народный артист России. |
| 565 | 11 марта    | Андрей Чернихов — советский и российский архитектор, один из основателей премии «Хрустальный Дедал», профессор Международной академии архитектуры, член Союза архитекторов и Союза дизайнеров России.                                  |
| 566 | 18 марта    | Аристарх Ливанов — советский и российский актёр театра и кино, лауреат Государственной премии РСФСР им. К. С. Станиславского, Народный артист России.                                                                                  |
| 567 | 25 марта    | Нина Мозер — российский тренер по фигурному катанию, Заслуженный тренер России. |
| 568 | 1 апреля    | Михаил Мишин (второй раз) — советский и российский писатель-сатирик, сценарист, переводчик, юморист, актёр. |
| 569 | 8 апреля    | Виктор Добронравов — российский актёр театра и кино, певец и музыкант, Заслуженный артист России. |
| 570 | 15 апреля   | Алексей Варламов — российский писатель и публицист, исследователь истории русской литературы XX века, доктор филологических наук, профессор МГУ, главный редактор журнала «Литературная учёба».                                        |
| 571 | 22 апреля   | Анатолий Кролл — советский и российский джазовый дирижёр, композитор, кинокомпозитор, пианист, аранжировщик, Народный артист России.                                                                                                   |
| 572 | 26 апреля   | Николай Луганский — российский пианист, музыкальный педагог, солист Московской государственной филармонии, Народный артист России. |
| 573 | 13 мая      | Анатолий Ким — советский и российский прозаик, драматург и переводчик, сценарист. |
| 574 | 20 мая      | Феликс Коробов — российский дирижёр и виолончелист, педагог, Народный артист России. |
| 575 | 10 июня     | Мира Кольцова — советская и российская танцовщица, балетмейстер, хореограф, педагог, художественный руководитель и главный балетмейстер ансамбля «Берёзка».                                                                            |
| 576 | 22 июня     | Наталья Варлей — советская и российская артистка цирка, киноактриса, Заслуженная артистка РСФСР, лауреат Государственной премии РСФСР им. Н. К. Крупской.                                                                              |
| 577 | 2 сентября  | Надежда Бабкина — советская и российская народная и эстрадная певица, актриса, телеведущая, исследователь народной песни, педагог, политический и общественный деятель, Народная артистка России, лауреат премии Ленинского комсомола. |
| 578 | 16 сентября | Владимир Минин (третий раз) — советский и российский хоровой дирижёр, хормейстер, педагог. |
| 579 | 30 сентября | Александр Митрошенков — советский и российский журналист, медиаменеджер, продюсер, вице-президент Академии российского телевидения, президент «AVM Media».                                                                             |
| 580 | 14 октября  | Александр Аузан — российский институциональный экономист, доктор экономических наук, декан экономического факультета МГУ им. М. В. Ломоносова.                                                                                         |
| 581 | 21 октября  | Иван Агапов — советский и российский актёр театра и кино, Народный артист России. |
| 582 | 28 октября  | Александр Цыпкин — российский писатель, публицист, сценарист, эксперт по стратегическим коммуникациям, создатель литературно-театрального проекта «БеспринцЫпные чтения».                                                              |
| 583 | 11 ноября   | Алексей Гуськов — советский и российский актёр театра и кино, сценарист, продюсер, лауреат Государственной премии Российской Федерации в области литературы и искусства 2001 года, Заслуженный артист России, Народный артист России.  |
| 584 | 25 ноября   | Василий Бочкарёв — советский и российский актёр театра, кино и дубляжа, театральный режиссёр-педагог, профессор, Народный артист России, дважды лауреат Государственной премии России.                                                 |
| 585 | 9 декабря   | Елизавета Лихачёва — российский музейный работник, искусствовед, историк искусства, директор Музея архитектуры имени А. В. Щусева. |
| 586 | 23 декабря  | Дмитрий Губерниев — российский телеведущий, спортивный комментатор, главный редактор Объединённой дирекции спортивных каналов ВГТРК.                                                                                                   |

### 2023
| №   | Дата показа | Гость выпуска |
| --- | ----------- | --- |
| 587 | 13 января   | Дмитрий Лысенков — российский актёр театра и кино, лауреат премии «Золотая маска». |
| 588 | 20 января   | Анатолий Сагалевич — советский и российский учёный, исследователь Мирового океана с применением глубоководных обитаемых аппаратов, профессор, Герой Российской Федерации. |
| 589 | 3 февраля   | Анна Якунина — российская актриса театра и кино, Народная артистка России. |
| 590 | 17 февраля  | Игорь Петренко — российский актёр театра и кино, лауреат Государственной премии России и премии ФСБ России. |
| 591 | 5 марта     | Лика Нифонтова — советская и российская актриса, Народная артистка России. |
| 592 | 10 марта    | Максим Кронгауз — советский и российский лингвист, доктор филологических наук, профессор РГГУ и НИУ ВШЭ, первый заместитель председателя Комиссии по развитию высшего образования и науки Общественной палаты РФ.                                                                                |
| 593 | 3 апреля    | Валентин Дикуль — советский и российский артист цирка, Заслуженный артист РСФСР, Народный артист России, руководитель медико-реабилитационного центра заболеваний опорно-двигательного аппарата.                                                                                                 |
| 594 | 14 апреля   | Александр Александров — бортинженер космического корабля «Союз Т-9», орбитального комплекса «Салют-7» — «Космос-1443» и космического корабля «Союз ТМ-3», орбитального комплекса «Мир» — «Квант» — «Союз ТМ-2», лётчик-космонавт СССР, дважды Герой Советского Союза — 55-й советский космонавт. |
| 595 | 28 апреля   | Геннадий Красников — советский и российский учёный в области физики полупроводниковых приборов, президент РАН, доктор технических наук, профессор. |
| 596 | 19 мая      | Мария Александрова — российская артистка балета, прима-балерина Большого театра, Народная артистка России, лауреат премии «Золотая маска». |
| 597 | 26 мая      | Мария Кнушевицкая — советская и российская актриса театра и кино, Заслуженная артистка России. |
| 598 | 25 июня     | Ольга Прокофьева — советская и российская актриса театра и кино, Народная артистка России. |
| 599 | 7 июля      | Николай Немоляев — советский и российский оператор игрового и неигрового кино, Заслуженный деятель искусств РСФСР, лауреат Государственной премии СССР и Государственной премии РСФСР имени братьев Васильевых.                                                                                  |
| 600 | 4 августа   | Вячеслав Гордеев (второй раз) — артист балета, балетмейстер, хореограф, педагог, Народный артист СССР, лауреат премии Ленинского комсомола. |
| 601 | 12 августа  | Владимир Алеников — советский и российский режиссёр театра и кино, писатель, поэт, поэт-переводчик, киносценарист, драматург, продюсер, Заслуженный деятель искусств России. |
| 602 | 15 сентября | Алёна Долецкая — российский журналист, публицист, переводчик, первый главный редактор журнала Vogue Russia (1998—2010), первый главный редактор журнала Andy Warhol’s Interview Russia (2011—2016).                                                                                              |
| 603 | 22 сентября | Марьяна Лысенко — российский медик, главный врач Московской городской клинической больницы № 52, Герой Труда Российской Федерации. |
| 604 | 20 октября  | Елена Валюшкина — советская и российская актриса театра и кино, Заслуженная артистка России. |
| 605 | 3 ноября    | Вероника Джиоева — российская оперная певица, солистка Новосибирского академического театра оперы и балета, Заслуженная артистка России. |
| 606 | 5 ноября    | Артисты ансамбля Дмитрия Покровского — экспериментального музыкального коллектива, созданного при Фольклорной комиссии Союза композиторов РСФСР. |
| 607 | 10 ноября   | Владислав Лантратов — российский артист балета, премьер Большого театра, Заслуженный артист России. |
| 608 | 17 ноября   | Сергей Мигицко — советский и российский актёр театра и кино, телеведущий, Народный артист России. |
| 609 | 24 ноября   | Олег Артемьев — российский космонавт-испытатель отряда ФГБУ «НИИ ЦПК имени Ю. А. Гагарина», 118-й космонавт СССР/России и 534-й космонавт мира. |
| 610 | 8 декабря   | Али Хамраев — советский и российский кинорежиссёр и сценарист, Заслуженный деятель искусств Узбекской ССР. |
| 611 | 22 декабря  | Дмитрий Воденников — российский поэт, прозаик, эссеист и радио-телеведущий. |
| 612 | 24 декабря  | Марина Леонова — артистка балета, солистка Большого театра, балетный педагог, ректор Московской государственной академии хореографии, Народная артистка России. |
| 613 | 31 декабря  | Николай Цискаридзе (второй раз) — российский артист балета и педагог, солист балета Большого театра, Народный артист России. |

### 2024
| №   | Дата показа | Гость выпуска |
| --- | ----------- | --- |
| 614 | 12 января   | Мария Киселёва — российская синхронистка, трёхкратная чемпионка Олимпийских игр, трёхкратная чемпионка мира, девятикратная чемпионка Европы, Заслуженный мастер спорта, телеведущая и актриса, депутат Московской городской думы.                                                 |
| 615 | 26 января   | Игорь Миркурбанов — советский, российский и израильский актёр, режиссёр и телеведущий, Заслуженный артист России. |
| 616 | 9 февраля   | Артемий Лебедев — российский дизайнер, предприниматель, блогер и путешественник. |
| 617 | 1 марта     | Константин Северинов — специалист в области молекулярной биологии, профессор Сколковского института науки и технологий, заведующий лабораториями в Институте молекулярной генетики Национального исследовательского центра «Курчатовский институт» и Институте биологии гена РАН. |
| 618 | 22 марта    | Егор Перегудов — театральный режиссёр и педагог, переводчик, художественный руководитель театра им. Владимира Маяковского. |
| 619 | 30 марта    | Сергей Дебижев — советский и российский кинорежиссёр, сценарист, актёр, художник, оператор, клипмейкер, педагог. |
| 620 | 5 апреля    | Николай Шумаков — советский и российский архитектор, президент Союза архитекторов России, генеральный директор Центрального Дома архитектора, главный архитектор АО «Метрогипротранс», член Президиума Российской академии художеств, член Архитектурного совета Москвы.          |
| 621 | 3 мая       | Карен Шахназаров (третий раз) — советский и российский кинорежиссёр, сценарист, продюсер, генеральный директор киноконцерна «Мосфильм», Заслуженный деятель искусств РФ, Народный артист России.                                                                                  |
| 622 | 12 мая      | Александр Олешко — российский актёр театра и кино, телеведущий, певец, театральный педагог, Заслуженный артист России. |
| 623 | 21 июня     | Владимир Суровцев — скульптор, Народный художник России, действительный академик Российской академии художеств, лауреат Премии Правительства Российской Федерации, кавалер Ордена Искусств и литературы Франции.                                                                  |
| 624 | 30 августа  | Игорь Яцко — советский и российский актёр театра и кино, театральный режиссёр, Заслуженный артист России. |
| 625 | 6 сентября  | Евгения Крюкова — советская и российская актриса театра и кино, Заслуженная артистка России. |
| 626 | 13 сентября | Игорь Чапурин — российский модельер, основатель модного бренда своего имени, Заслуженный художник России. |
| 627 | 20 сентября | Григорий Заславский — российский театральный критик, ректор Российского института театрального искусства — ГИТИСа, кандидат филологических наук, Заслуженный деятель искусств России.                                                                                             |
| 628 | 27 сентября | Борис Березовский — российский пианист, преподаватель по спецклассу фортепиано МССМШ им. Гнесиных, Заслуженный артист России. |
| 629 | 18 октября  | Михаил Флинт — российский фотограф и биоокеанолог, доктор биологических наук, академик РАН. |
| 630 | 26 октября  | Борис Любимов — советский и российский театровед и педагог, театральный критик, кандидат искусствоведения, Заслуженный деятель искусств РСФСР, профессор, ректор Высшего театрального училища имени М. С. Щепкина.                                                                |
| 631 | 1 ноября    | Игорь Угольников — советский и российский актёр, кинорежиссёр, сценарист, продюсер, телеведущий, Народный артист России. |
| 632 | 10 ноября   | Рауфаль Мухаметзянов — советский и российский театральный деятель, директор Татарского академического государственного театра оперы и балета имени М. Джалиля, Заслуженный работник культуры Российской Федерации, Заслуженный деятель искусств Республики Татарстан.             |
| 633 | 24 ноября   | Эмир Кустурица — югославский и сербский кинорежиссёр и актёр кино, отмеченный наградами крупнейших кинофестивалей Европы; Кавалер ордена Почётного легиона, иностранный член Академии наук и искусств Республики Сербской.                                                        |
| 634 | 6 декабря   | Татьяна Мужицкая — российская писательница и телеведущая, психолог, бизнес-тренер, международный сертифицированный тренер НЛП, бард. |
| 635 | 13 декабря  | Александра Урсуляк — российская актриса театра и кино, двукратный лауреат театральной премии «Золотая маска» и кинопремии «Золотой орёл». |
| 636 | 20 декабря  | Оксана Чабанюк — российская актриса театра кукол им. С. В. Образцова, голос Хрюши в телепередаче «Спокойной ночи, малыши!», Заслуженная артистка России. |

### 2025
| №   | Дата показа | Гость выпуска |
| --- | ----------- | --- |
| 637 | 24 января   | Михаил Гусман — советский и российский журналист, переводчик и интервьюер, радио- и телеведущий, первый заместитель генерального директора ТАСС, Заслуженный работник культуры Российской Федерации, Заслуженный журналист Российской Федерации.                                   |
| 638 | 31 января   | Иван Затевахин — российский теле- и радиоведущий, кандидат биологических наук. |
| 639 | 7 февраля   | Елена Вяльбе — советская и российская лыжница, общественно-политический деятель, тренер, президент Федерации лыжных гонок России, глава Ассоциации лыжных видов спорта России. |
| 640 | 21 февраля  | Юрий Антонов — советский и российский эстрадный певец, композитор, музыкант, поэт, Народный артист России. |
| 641 | 28 февраля  | Азарий Плисецкий — советский и российский артист балета, педагог и хореограф, представитель театральной династии Мессерер — Плисецких, Заслуженный артист РСФСР. |
| 642 | 7 марта     | Анна Ардова — советская и российская актриса театра, кино и телевидения, Народная артистка России. |
| 643 | 14 марта    | Валерий Ярёменко — российский актёр театра и кино, Заслуженный артист России. |
| 644 | 28 марта    | Инга Оболдина — российская актриса театра и кино, театральный режиссёр, Заслуженная артистка России. |
| 645 | 4 апреля    | Андрей Кончаловский (второй раз) — советский, российский и американский кинорежиссёр и сценарист, общественный и политический деятель, Народный артист РСФСР. |
| 646 | 11 апреля   | Константин Бронзит — советский и российский художник-аниматор, сценарист, режиссёр анимационных фильмов, актёр озвучивания, лауреат международных премий, Заслуженный деятель искусств России.                                                                                     |
| 647 | 12 апреля   | Антон Шкаплеров — российский космонавт-испытатель отряда ФГБУ «НИИ ЦПК имени Ю. А. Гагарина», кандидат технических наук, Герой Российской Федерации. |
| 648 | 25 апреля   | Сергей Баталов — советский и российский актёр театра и кино, Заслуженный артист России. |
| 649 | 28 апреля   | Анатолий Малкин — советский и российский телережиссёр, продюсер, медиаменеджер, генеральный продюсер телекомпании «Авторское телевидение». |
| 650 | 5 мая       | Лион Измайлов — советский и российский писатель-сатирик, артист эстрады, сценарист и поэт-песенник, телеведущий, инженер-конструктор. |
| 651 | 6 мая       | Игорь Гордин — советский и российский актёр театра и кино, Заслуженный артист России. |
| 652 | 10 мая      | Наталья Бондарчук (второй раз) — советская и российская актриса, кинорежиссёр, сценарист, Заслуженная артистка РСФСР, Заслуженный деятель искусств России. |
| 653 | 16 мая      | Валерий Мишин и Тамара Буковская — советские и российские поэты и литераторы. |
| 654 | 23 мая      | Екатерина Образцова — советский и российский театральный режиссёр и актриса, режиссёр-мультипликатор, Заслуженная артистка России. |
| 655 | 13 июня     | Виктор Захарченко — советский и российский фольклорист и общественный деятель, исследователь народной песни, хоровой дирижёр, профессор, композитор, художественный руководитель Государственного академического Кубанского казачьего хора, Герой Труда РФ, Народный артист РСФСР. |
| 656 | 22 июня     | Светлана Крючкова (второй раз) — советская и российская актриса театра и кино, Народная артистка РСФСР. |
| 657 | 28 июня     | Павел Финн — советский и российский киносценарист, журналист, Заслуженный деятель искусств РСФСР. |